# Maureillas-las-Illas
Pour les articles homonymes, voir Maureillas (homonymie).
Maureillas-las-Illas [moʁɛjas laz‿ijas]  est une commune française, située dans la comarque du Vallespir et dans le sud-est du département des Pyrénées-Orientales en région Occitanie. Ses habitants sont appelés les Maureillanais en français ou Morellasesos en catalan. Sur le plan historique et culturel, la commune est dans le Vallespir, ancienne vicomté (englobée au Moyen Âge dans la vicomté de Castelnou), rattachée à la France par le traité des Pyrénées (1659) et correspondant approximativement à la vallée du Tech, de sa source jusqu'à Céret.
Exposée à un climat méditerranéen, elle est drainée par la Maureillas, la rivière de Rome, la rivière de la Coume Bouquère, la rivière de Las Illas et par un autre cours d'eau. La commune possède un patrimoine naturel remarquable :  un espace protégé (les « Rivières la Carança, la Tet et de Maureillas ») et trois zones naturelles d'intérêt écologique, faunistique et floristique.
Maureillas-las-Illas est une commune rurale qui compte 2 859 habitants en 2022, après avoir connu une forte hausse de la population depuis 1962. Elle est dans l'unité urbaine de Céret et fait partie de l'aire d'attraction de Perpignan. Ses habitants sont appelés les Maureillanais ou  Maureillanaises.

## Géographie

### Localisation
La commune de Maureillas-las-Illas se trouve dans le département des Pyrénées-Orientales, en région Occitanie et est frontalière avec l'Espagne (Catalogne).
Elle se situe à 24 km à vol d'oiseau de Perpignan, préfecture du département, et à 5 km de Céret, sous-préfecture.
Les communes les plus proches sont : 
Les Cluses (2,4 km), Saint-Jean-Pla-de-Corts (2,8 km), Le Boulou (4,1 km), Céret (4,8 km), Le Perthus (5,2 km), Vivès (5,7 km), Montesquieu-des-Albères (6,6 km), L'Albère (7,0 km).
Sur le plan historique et culturel, Maureillas-las-Illas fait partie du Vallespir, ancienne vicomté (englobée au Moyen Âge dans la vicomté de Castelnou), rattachée à la France par le traité des Pyrénées (1659) et correspondant approximativement à la vallée du Tech, de sa source jusqu'à Céret.

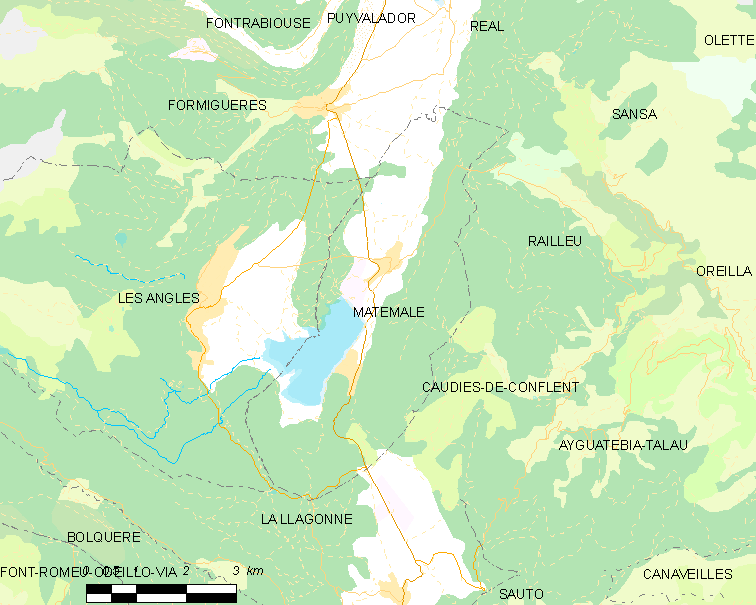
Situation de la commune.

| Saint-Jean-Pla-de-Corts       | Le Boulou                    | Montesquieu-des-Albères (par un quadripoint) |
| Céret                         | Maureillas-las-Illas         | Les Cluses Le Perthus                        |
| Maçanet de Cabrenys (Espagne) | La Vajol, Agullana (Espagne) | La Jonquera (Espagne)                        |

### Géologie et relief

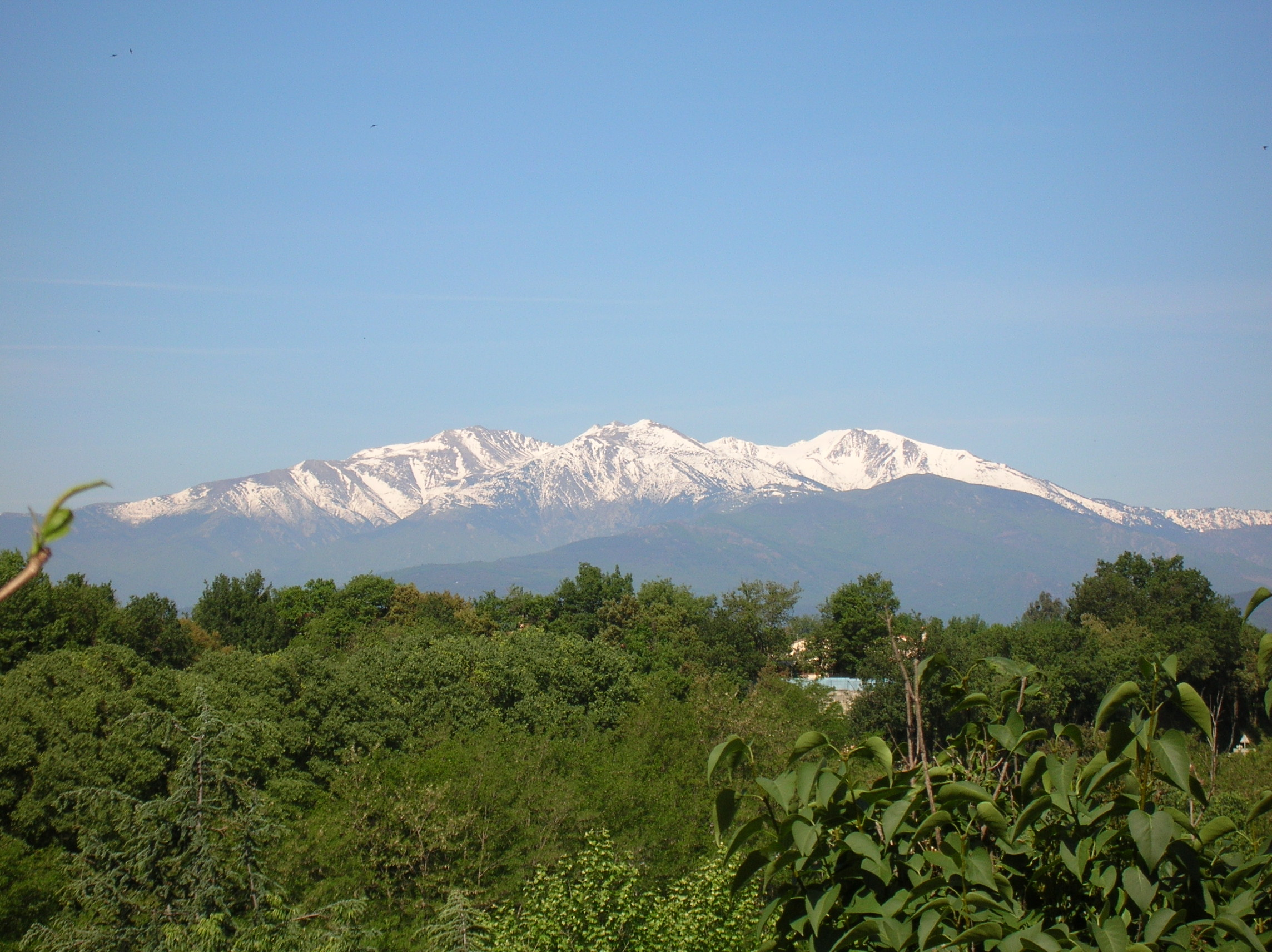
Le Canigou vu de Maureillas.

Le pic des Salines, situé sur l'ancien territoire de Las Illas, est le point culminant de Maureillas-las-Illas à 1333 mètres d'altitude. Il marque la limite de commune avec Céret et la frontière entre l'Espagne et la France avec la commune de Maçanet de Cabrenys.
La commune est classée en zone de sismicité 3, correspondant à une sismicité modérée.

### Hydrographie
Les rivières traversant la commune sont :
- Le Maureillas, qui prend sa source sur la commune et conflue au Boulou ;
- La rivière de Las Illas, affluent du Maureillas, qui prend sa source et conflue sur la commune ;
- La rivière de la Rome, affluent du Maureillas, qui conflue sur la commune ;
- La rivière de la Coume Bouquère, affluent de la Rome, qui conflue sur la commune.

### Climat
Pour des articles plus généraux, voir Climat de l'Occitanie et Climat des Pyrénées-Orientales.
En 2010, le climat de la commune est de type climat méditerranéen franc, selon une étude du CNRS s'appuyant sur une série de données couvrant la période 1971-2000. En 2020, Météo-France publie une typologie des climats de la France métropolitaine dans laquelle la commune est exposée à un climat méditerranéen et est dans une zone de transition entre les régions climatiques « Pyrénées orientales » et « Provence, Languedoc-Roussillon ».
Pour la période 1971-2000, la température annuelle moyenne est de 14,7 °C, avec une amplitude thermique annuelle de 15 °C. Le cumul annuel moyen de précipitations est de 822 mm, avec 6,3 jours de précipitations en janvier et 4 jours en juillet. Pour la période 1991-2020, la température moyenne annuelle observée sur la station météorologique la plus proche, située sur la commune du Perthus à 5 km à vol d'oiseau, est de 15,4 °C et le cumul annuel moyen de précipitations est de 849,6 mm,. Pour l'avenir, les paramètres climatiques de la commune estimés pour 2050 selon différents scénarios d’émission de gaz à effet de serre sont consultables sur un site dédié publié par Météo-France en novembre 2022.

### Milieux naturels et biodiversité

#### Espaces protégés
La protection réglementaire est le mode d’intervention le plus fort pour préserver des espaces naturels remarquables et leur biodiversité associée,.
Un  espace protégé est présent sur la commune : 
les « Rivières la Carança, la Tet et de Maureillas », objet d'un arrêté de protection de biotope, d'une superficie de 107,3 ha.

#### Zones naturelles d'intérêt écologique, faunistique et floristique
L’inventaire des zones naturelles d'intérêt écologique, faunistique et floristique (ZNIEFF) a pour objectif de réaliser une couverture des zones les plus intéressantes sur le plan écologique, essentiellement dans la perspective d’améliorer la connaissance du patrimoine naturel national et de fournir aux différents décideurs un outil d’aide à la prise en compte de l’environnement dans l’aménagement du territoire.
Une ZNIEFF de type 1 est recensée sur la commune :
le « fort de Bellegarde » (129 ha), couvrant 2 communes du département et deux ZNIEFF de type 2, : 
- « le Vallespir » (47 344 ha), couvrant 18 communes du département[19] ;
- le « massif des Albères » (10 837 ha), couvrant 10 communes du département[20].

Carte des ZNIEFF de type 1 et 2 à Maureillas-las-Illas.
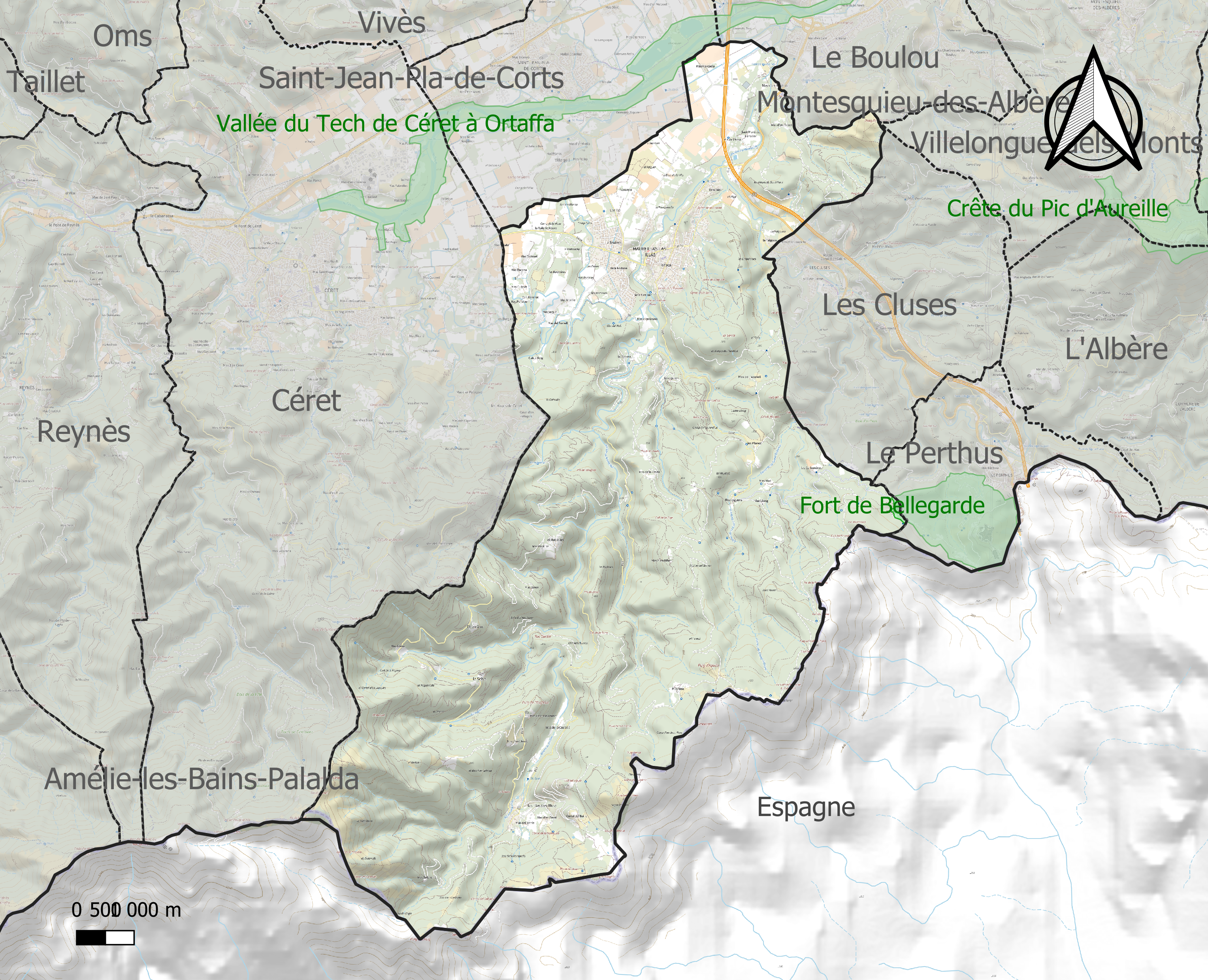
Carte de la ZNIEFF de type 1 sur la commune.
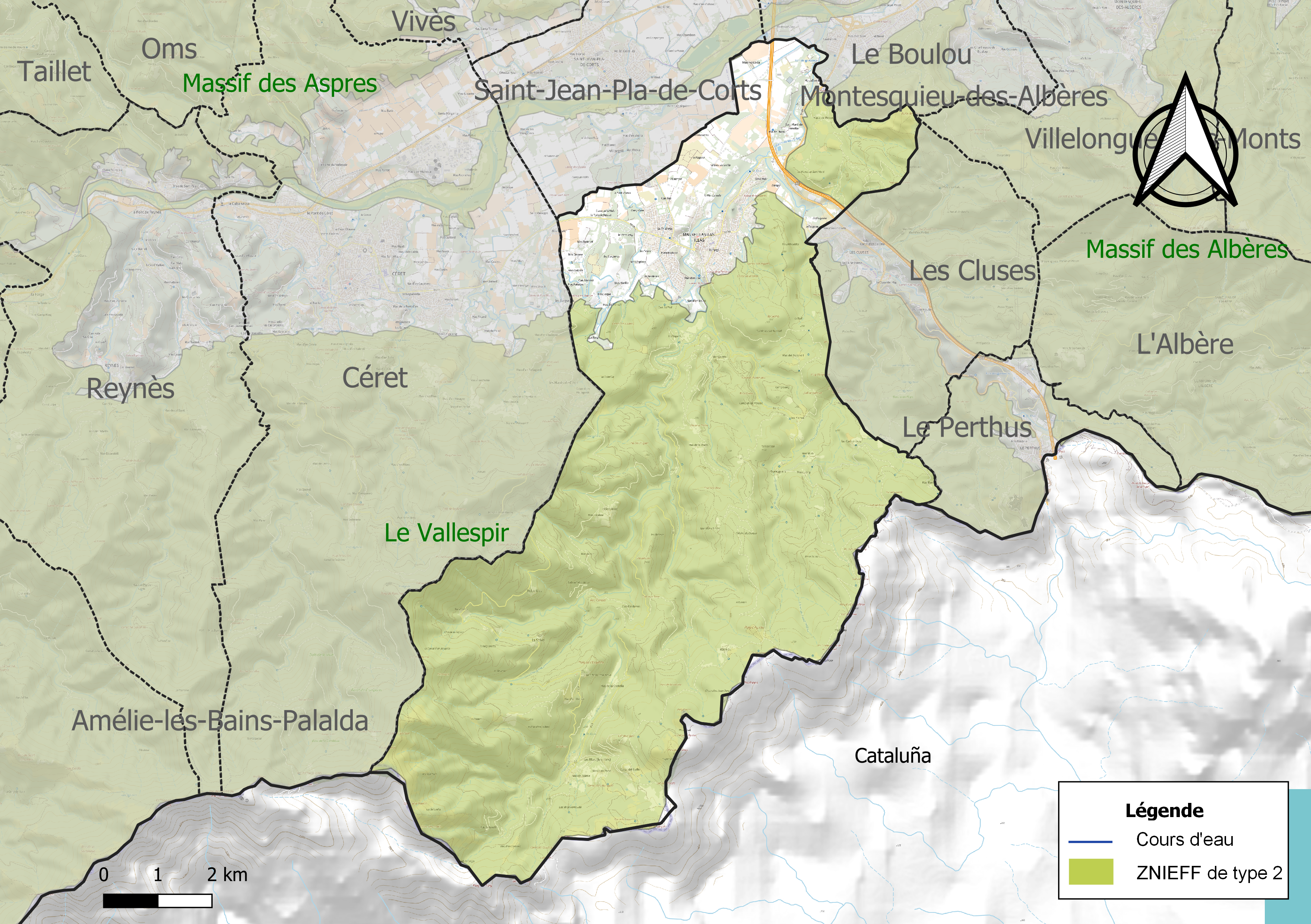
Carte des ZNIEFF de type 2 sur la commune.

## Urbanisme

### Typologie
Au 1er janvier 2024, Maureillas-las-Illas est catégorisée bourg rural, selon la nouvelle grille communale de densité à sept niveaux définie par l'Insee en 2022.
Elle appartient à l'unité urbaine de Céret, une agglomération intra-départementale regroupant quatre  communes, dont elle est une commune de la banlieue,,. Par ailleurs la commune fait partie de l'aire d'attraction de Perpignan, dont elle est une commune de la couronne,. Cette aire, qui regroupe 118 communes, est catégorisée dans les aires de 200 000 à moins de 700 000 habitants,.

### Occupation des sols
L'occupation des sols de la commune, telle qu'elle ressort de la base de données européenne d’occupation biophysique des sols Corine Land Cover (CLC), est marquée par l'importance des forêts et milieux semi-naturels (80,8 % en 2018), une proportion sensiblement équivalente à celle de 1990 (80,7 %). La répartition détaillée en 2018 est la suivante : 
forêts (69,1 %), zones agricoles hétérogènes (12,8 %), milieux à végétation arbustive et/ou herbacée (10,2 %), cultures permanentes (3,6 %), zones urbanisées (2,7 %), espaces ouverts, sans ou avec peu de végétation (1,5 %). L'évolution de l’occupation des sols de la commune et de ses infrastructures peut être observée sur les différentes représentations cartographiques du territoire : la carte de Cassini (XVIIIe siècle), la carte d'état-major (1820-1866) et les cartes ou photos aériennes de l'IGN pour la période actuelle (1950 à aujourd'hui).

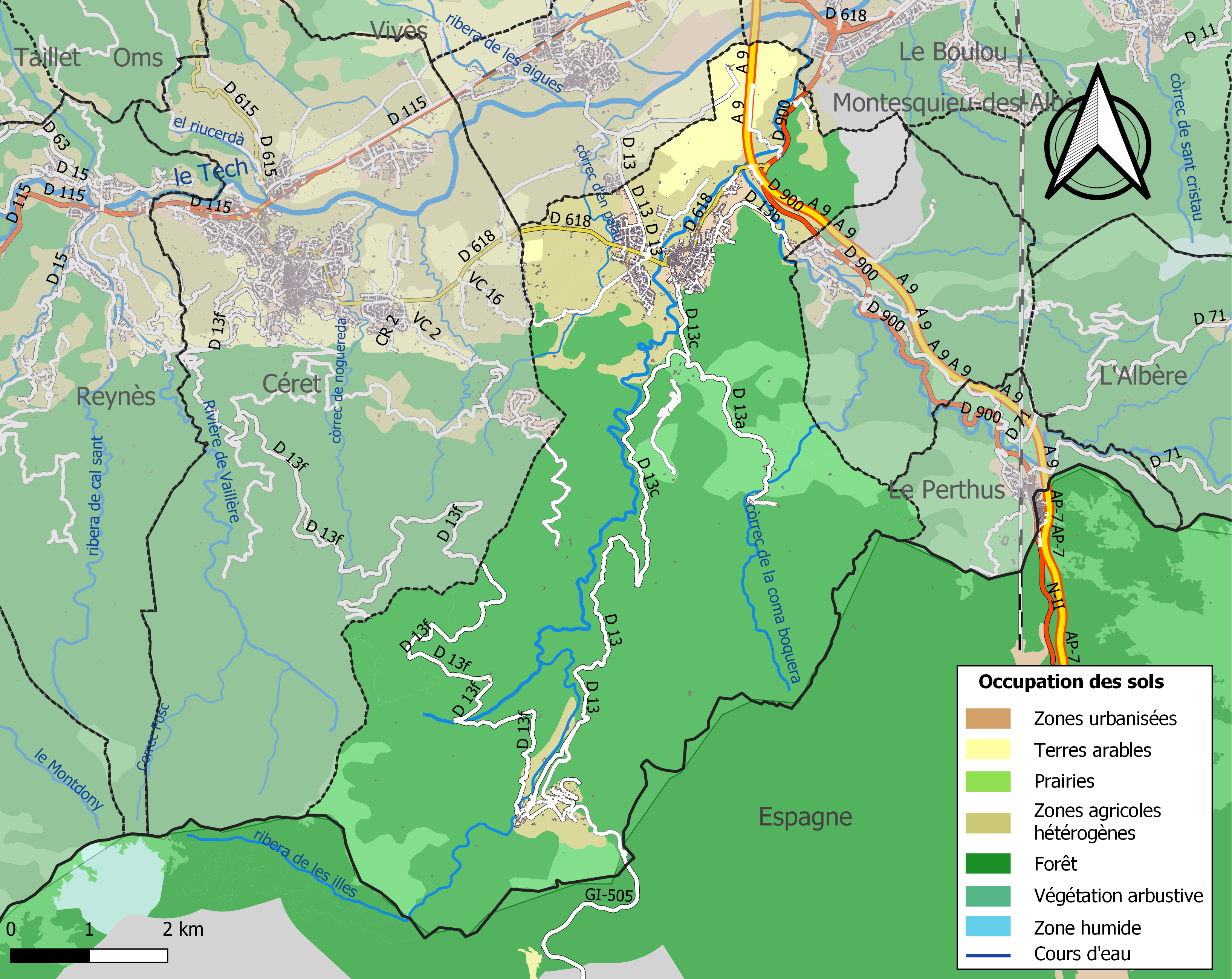
Carte des infrastructures et de l'occupation des sols de la commune en 2018 (CLC).

### Morphologie urbaine

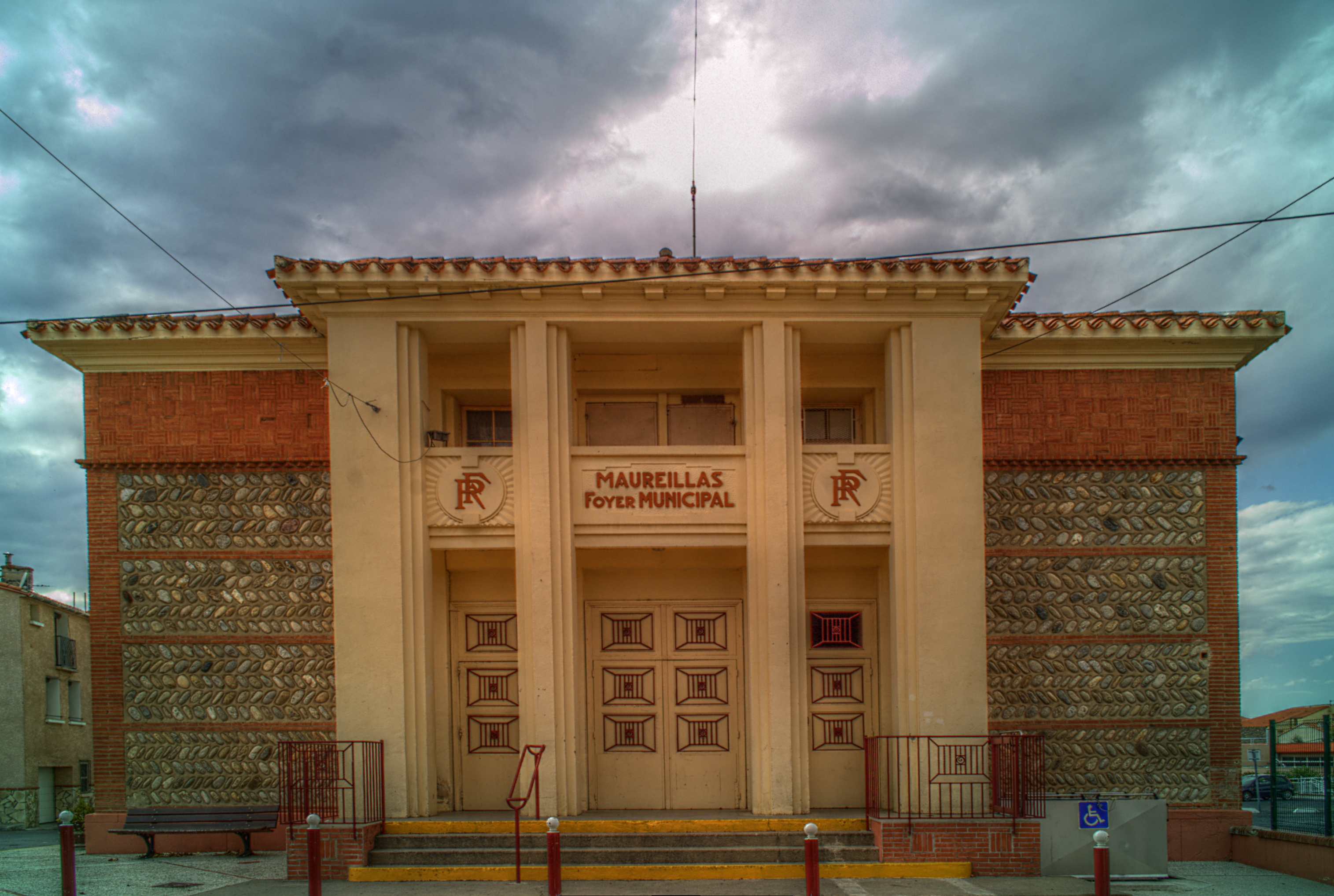
Foyer municipal.

Le peuplement principal se situe à Maureillas. Différents hameaux existent :
- Las Illas
- Riunoguès
- La Selve
- Saint-Martin-de-Fenollar

### Logement
Un projet de construction de 28 logements pour 65 personnes est actuellement à l'étude.

### Voies de communication et transports

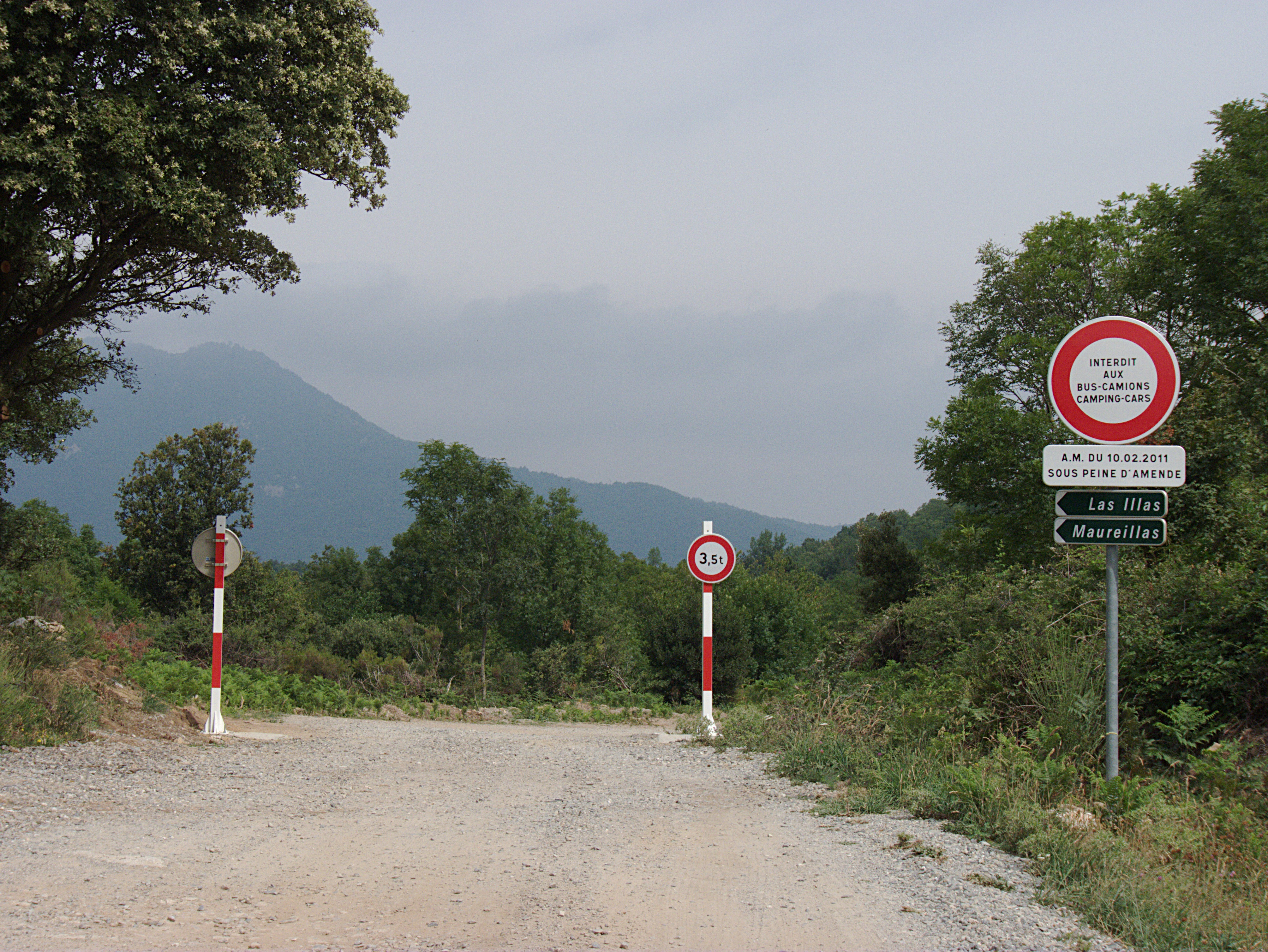
Route d'accès à Las Illas depuis le col de Manrella.

- La D13 en provenance de Saint-Jean-Pla-de-Corts au nord traverse la commune du nord au sud jusqu'au hameau de Las Illas.
- La D618 puis la D900 en direction du nord-est relie Maureillas au Boulou.
- La D13B puis la D900 en direction de l'est relie Maureillas aux Cluses.
- La D618 en direction de l'ouest relie Maureillas à Céret.
- LA D13F traverse la commune de l'ouest vers le sud et relie Céret à Las Illas.
- Depuis le 10 février 2011, les véhicules légers peuvent aller en Espagne par le coll de Manrella grâce à une piste carrossable depuis le hameau de Las Illas. Depuis ce col, la route GI-505 mène directement sur la commune de La Vajol. la route est ouverte à la circulation publique à la suite de longues tractations entre la municipalité et la propriétaire des terrains concernés[23]. Auparavant, les véhicules passaient par des chemins privés lesquels étaient parfois entravés par le propriétaire et même par la préfecture du département pour empêcher tout passage clandestin. La piste, commençant en côte sur une épingle à cheveux, n'est guère facile d'accès. Elle ne constitue donc pas une alternative aux fréquents engorgements de l'autoroute A9 et de la route nationale 9 au passage du col du Perthus.

La ligne 530 du réseau régional liO relie la commune à la gare de Perpignan depuis Arles-sur-Tech, et la ligne 550 relie la commune à Céret et à Argelès-sur-Mer.

### Risques majeurs
Le territoire de la commune de Maureillas-las-Illas est vulnérable à différents aléas naturels : inondations, climatiques (grand froid ou canicule), feux de forêts, mouvements de terrains et séisme (sismicité modérée). Il est également exposé à un risque technologique, le transport de matières dangereuses, et à deux risques particuliers, les risques radon et minier,.

#### Risques naturels
Certaines parties du territoire communal sont susceptibles d’être affectées par le risque d’inondation par crue torrentielle de cours d'eau du bassin du Tech.
Les mouvements de terrains susceptibles de se produire sur la commune sont soit des mouvements liés au retrait-gonflement des argiles, soit des glissements de terrains, soit des chutes de blocs. Une cartographie nationale de l'aléa retrait-gonflement des argiles permet de connaître les sols argileux ou marneux susceptibles vis-à-vis de ce phénomène.
Ces risques naturels sont pris en compte dans l'aménagement du territoire de la commune par le biais d'un plan de prévention des risques inondations, mouvements de terrains et feux de forêts.

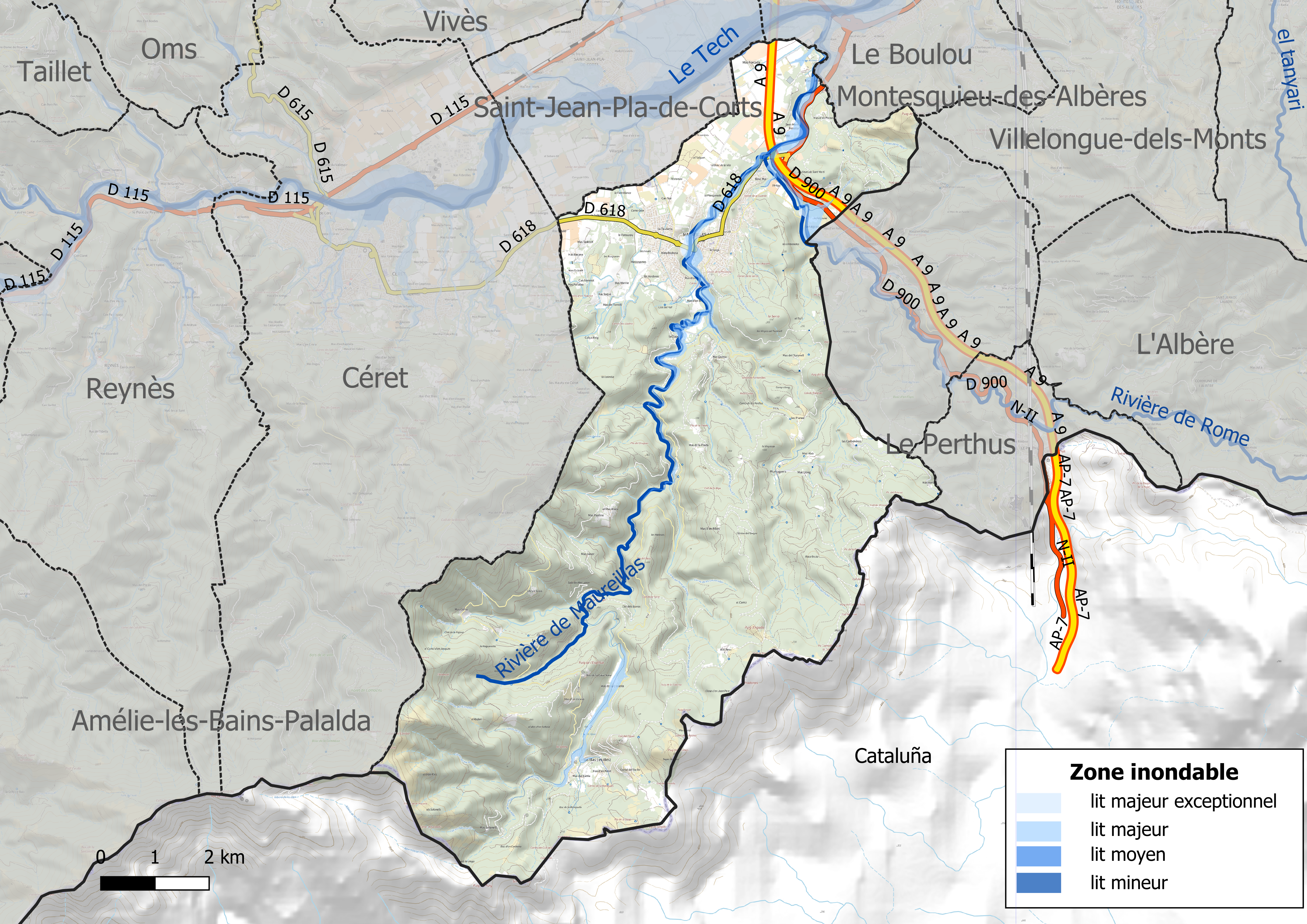
Carte des zones inondables.
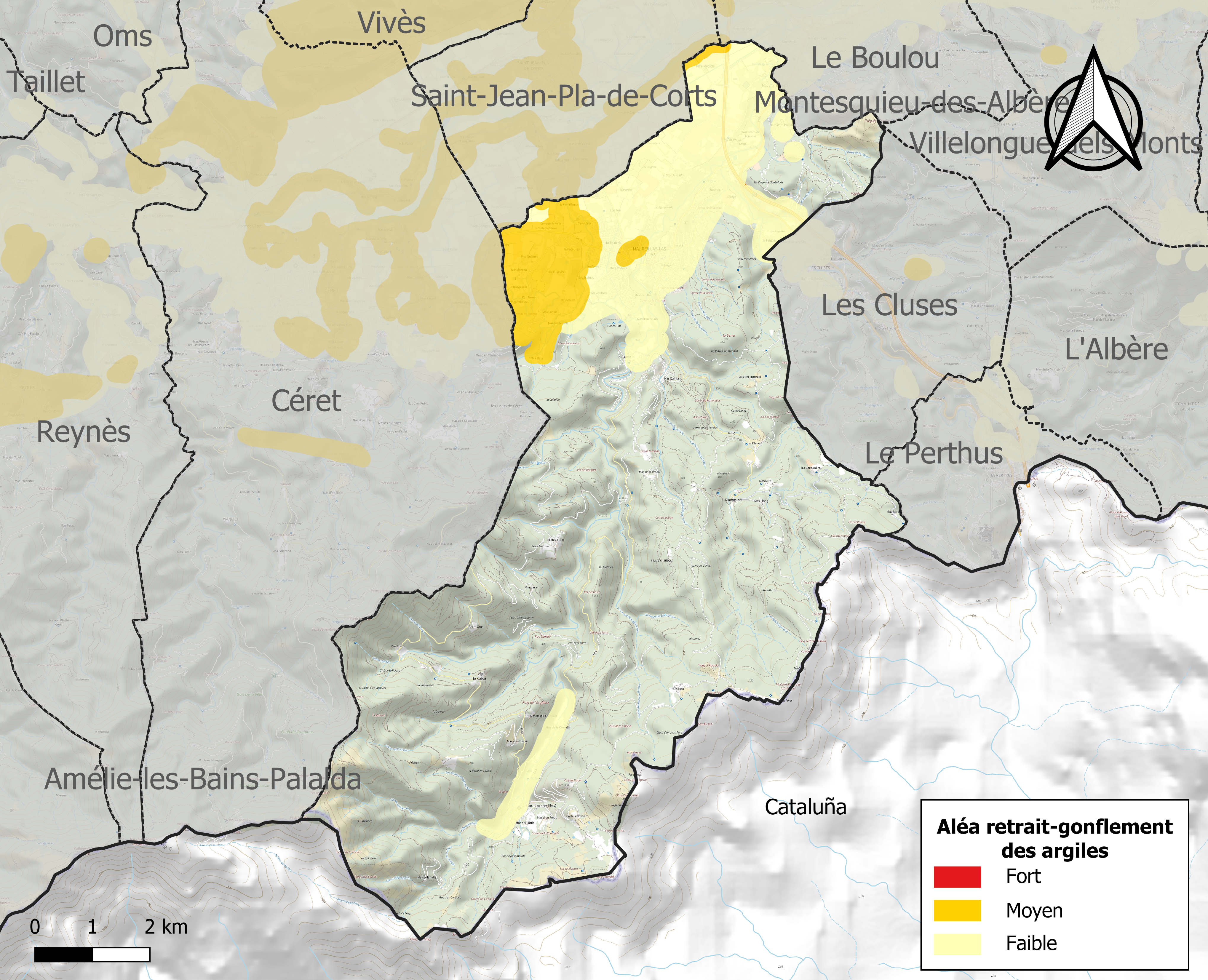
Carte des zones d'aléa retrait-gonflement des argiles.

#### Risques technologiques
Le risque de transport de matières dangereuses sur la commune est lié à sa traversée par une route à fort trafic. Un accident se produisant sur une telle infrastructure est en effet susceptible d’avoir des effets graves au bâti ou aux personnes jusqu’à 350 m, selon la nature du matériau transporté. Des dispositions d’urbanisme peuvent être préconisées en conséquence.

#### Risque particulier
La commune est concernée par le risque minier, principalement lié à l’évolution des cavités souterraines laissées à l’abandon et sans entretien après l’exploitation des mines.
Dans plusieurs parties du territoire national, le radon, accumulé dans certains logements ou autres locaux, peut constituer une source significative d’exposition de la population aux rayonnements ionisants. Toutes les communes du département sont concernées par le risque radon à un niveau plus ou moins élevé. Selon la classification de 2018, la commune de Maureillas-las-Illas est classée en zone 3, à savoir zone à potentiel radon significatif.

## Toponymie
Formes anciennes
Les anciennes formes connues du nom de Maureillas sont Maurelianum (1011), Maurelanis (XIIe siècle), Maurellans et Maurellas (XVe siècle), Maurallas et Maurellas (XVIIe siècle).
Maureillas est la forme francisée de la forme catalane moderne Maurellàs. La dernière forme apparue en catalan est celle de Morellàs, correspondant à l'orthographe moderne normalisée, mais faisant disparaitre la diphtongue de la première syllabe respectueuse de l'étymologie et de la prononciation d'origine.
Étymologie
Maureillas vient sans doute d'un nom de domaine de l'époque du Bas-Empire romain, d'après le nom de son propriétaire Maurelius, suivi du suffixe -anos (pluriel de -anum). Le nom n'a donc rien à voir avec les Maures.
Langue régionale
La commune se nomme Morellàs i les Illes en catalan.

## Histoire

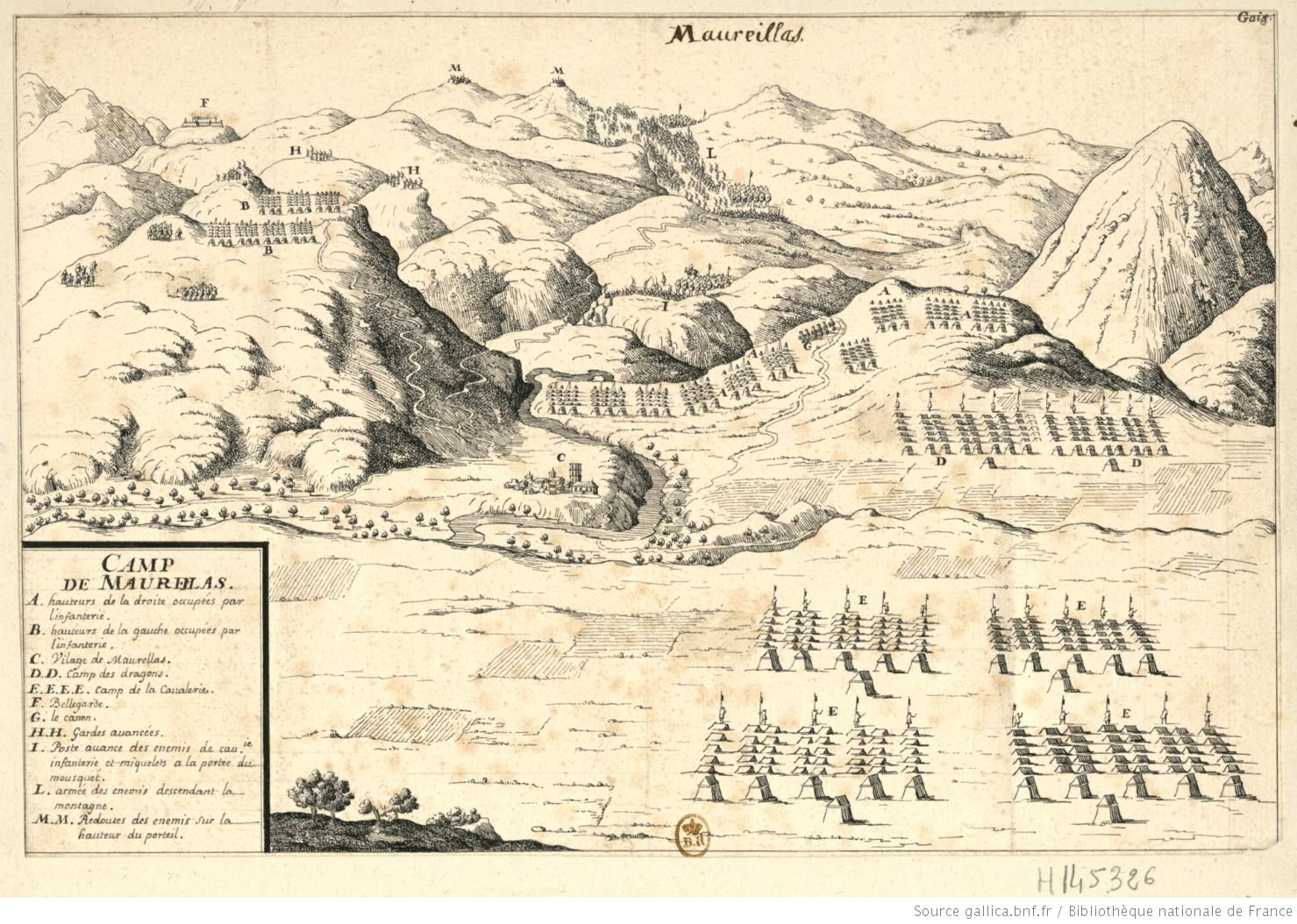
Plan de la bataille de Maureillas en 1674.

Le premier seigneur connu de Maureillas est Raimond de Maurallar, cité en 1147, mais il est probable que la seigneurie de Maureillas ait existé depuis le XIe siècle. Sous Jacques II de Majorque, celle-ci devient la propriété des frères Arnau Ier et Simon de Llupia. Par la suite, Arnau II, fils d'Arnau Ier, commet l'erreur d'être resté fidèle à Jacques III de Majorque et est dépossédé de la seigneurie par Pierre IV d'Aragon.
Après le traité des Pyrénées de 1659, Maureillas devient française.
Le 8 mai 1674, durant la révolte des Angelets, l'armée du vice-roi de Catalogne entre en Roussillon avec 12 000 hommes et 2 500 chevaux. Après la prise du fort de Bellegarde, Maureillas est prise par les envahisseurs descendant directement du fort et redevient brièvement espagnole. Suivront dans l'immédiat les redditions du Boulou, de Céret et d'Arles.
Maureillas devient commune en 1790.
Maureillas absorbe la commune de Saint-Martin-de-Fenollar par décision préfectorale du 14 décembre 1822, confirmée par l'ordonnance royale du 2 avril 1823. La raison en est la faible population de Saint-Martin-de-Fenollar, constituée de 46 habitants à l'époque, en habitat éparse, aux faibles revenus et n'assurant pas la gestion des affaires courantes pour cause d'illetrisme de la totalité de la population.
Maureillas fusionne avec Las Illas et Riunoguès en 1972 pour former la nouvelle commune de Maureillas-las-Illas. La fusion est rendue effective par l'arrêté préfectoral du 20 juin 1972 et un nouveau conseil municipal est installé dès le 18 juillet. Cependant, le dernier maire de Las Illas, Raymond Commenge, saisit le tribunal administratif le 16 octobre et l'arrêté est alors mis en sursis. Le ministère de l'intérieur attaque le jugement du tribunal administratif devant le Conseil d'État au mois de novembre et la décision du tribunal est suspendue le 28 février 1973, réactivant la fusion. Enfin, l'affaire est de nouveau jugée au tribunal administratif qui finira par valider définitivement la fusion le 12 octobre 1976.

## Politique et administration

### Canton
La commune de Maureillas fait partie du canton de Céret depuis sa création en 1790, ainsi que toutes les communes qui y ont été successivement rattachées pour former la nouvelle commune de Maureillas-las-Illas. À compter des élections départementales de 2015, la commune est incluse dans le nouveau canton de Vallespir-Albères.

### Administration municipale

Communauté de communes du Vallespir.

La commune de Maureillas fait partie de la communauté de communes du Vallespir. Créée en 1997, celle-ci regroupe dix communes (Céret, Le Boulou, Maureillas-las-Illas, Reynès, Saint-Jean-Pla-de-Corts, Taillet, Vivès, et depuis 2014 L'Albère, Les Cluses et Le Perthus), avec Céret comme ville siège.
Le conseil municipal comprend, en plus du maire, cinq adjoints et onze conseillers.

### Liste des maires
| Période         | Période      | Identité                       | Étiquette          | Qualité                                         |
| --------------- | ------------ | ------------------------------ | ------------------ | ----------------------------------------------- |
| 1790            | 1791         | François Delclos               |                    |                                                 |
| 1791            | 1791         | François Dallioz               |                    |                                                 |
| 1791            | 1792         | Christia                       |                    |                                                 |
| 1792            | 1793         | Pierre Cabanas                 |                    |                                                 |
| 1793            | 1797         | Joseph Arthus                  |                    |                                                 |
| 1797            | 1800         | Jean Llanso                    |                    |                                                 |
| 1800            | 1808         | Joseph Arthus                  |                    |                                                 |
| 1808            | 1813         | Joseph Ribes                   |                    |                                                 |
| 1813            | 1814         | Pierre Fourcade                |                    |                                                 |
| 1814            | 1815         | Joseph Ribes                   |                    |                                                 |
| 1815            | 1816         | Jean Taulera                   |                    |                                                 |
| 1816            | 1830         | François Ferrer                |                    |                                                 |
| 1830            | 1838         | Jean Fourcade                  |                    |                                                 |
| 1838            | 1843         | François Bach                  |                    |                                                 |
| 1843            | 1848         | Jean Fourcade                  |                    |                                                 |
| 1848            | 1850         | François Bach                  |                    |                                                 |
| 1850            | 1852         | François Taulera               |                    |                                                 |
| 1853            | 1870         | Jean Fourcade                  |                    |                                                 |
| 1870            | 1871         | Paul Justafré                  |                    |                                                 |
| 1871            | 1874         | Théodore Justafré              |                    |                                                 |
| 20 février 1874 | 1876         | André Miro                     |                    |                                                 |
| 1876            | 1878         | Norbert Cayrol                 |                    |                                                 |
| 1878            | 1881         | Michel Mirapeix                |                    |                                                 |
| 1881            | 1883         | Jean Marill                    |                    |                                                 |
| 1883            | 1888         | Michel Mirapeix                |                    |                                                 |
| 1888            | 1912         | Jean Marill-Macabies           |                    |                                                 |
| 1912            | 1919         | Paul Marill-Planes             |                    |                                                 |
| 1919            | 1925         | Joseph Étienne Jacques Marill  |                    |                                                 |
| 1925            | 1945         | Pierre Bonaventure Joseph Solé |                    |                                                 |
| 1945            | 1977         | Pierre Marius Désiré Barcelo   |                    |                                                 |
| mars 1977       | mars 1989    | Jean Barcelo                   |                    |                                                 |
| mars 1989       | mars 2008    | Jean-Daniel Amiot              | DVD                |                                                 |
| mars 2008       | juillet 2020 | André Bordaneil,               | MoDem puis UDI-FED | Médecin 2e vice-président de la CC du Vallespir |
| mai 2020        | En cours     | Jean Vila                      |                    |                                                 |

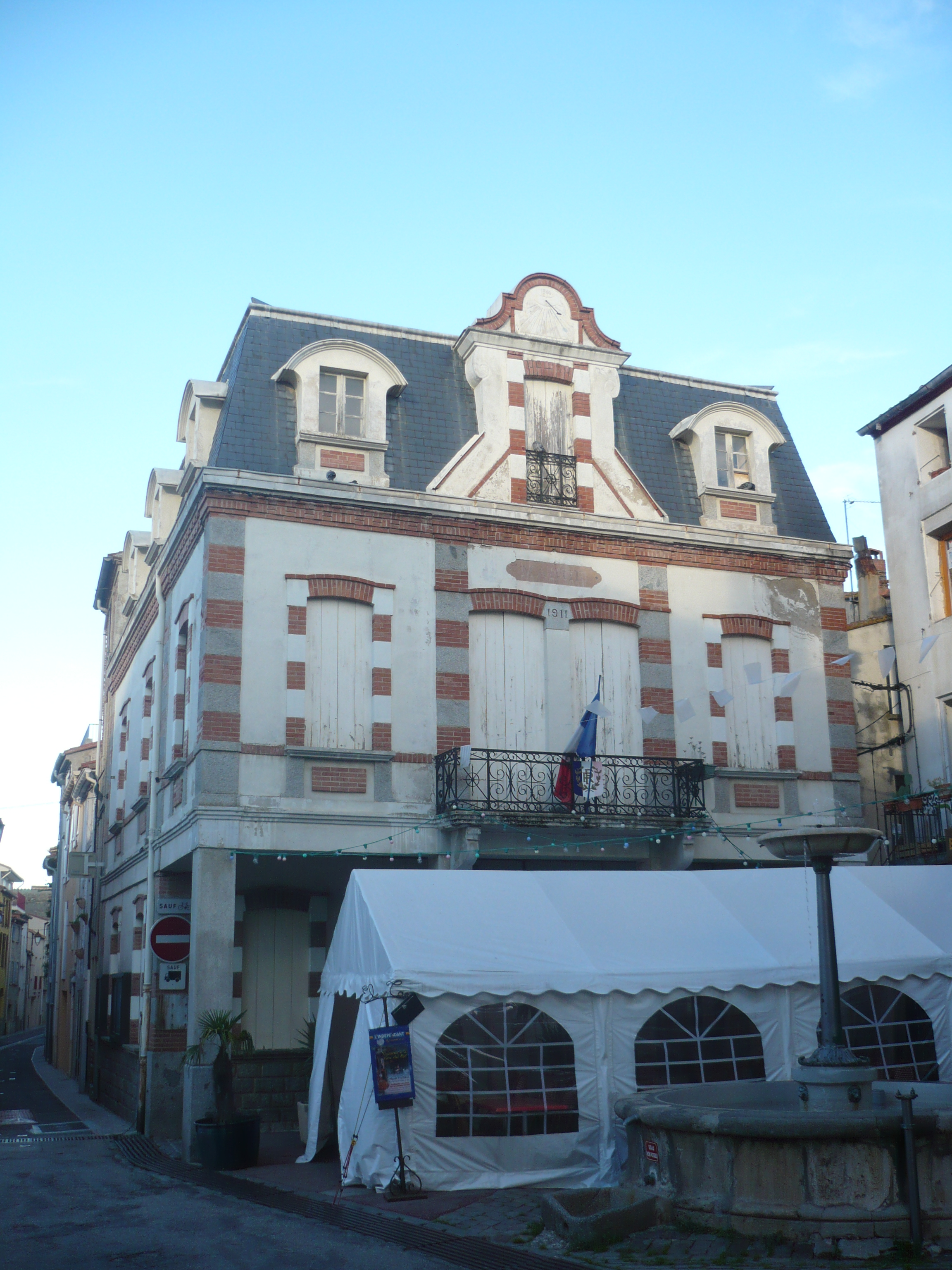
Ancienne mairie.
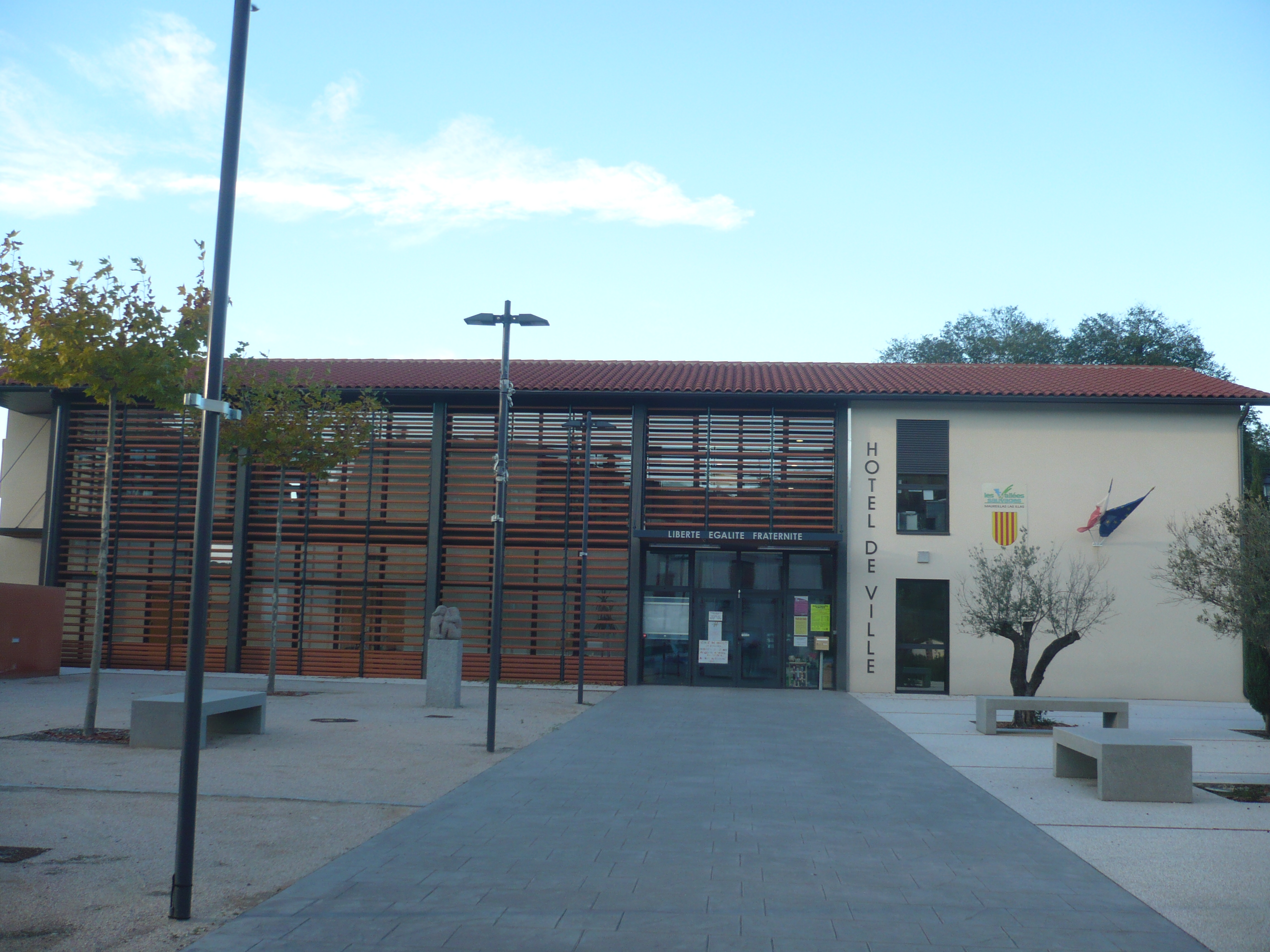
Nouvelle mairie.

### Jumelages
Maureillas est jumelée avec :
- Bretteville-l'Orgueilleuse (France)
- La Vajol (Catalogne)

## Population et société

### Démographie ancienne
La population est exprimée en nombre de feux (f) ou d'habitants (H).
| 1355 | 1359 | 1365 | 1378 | 1470 | 1515 | 1553 | 1720 | 1730 |
| ---- | ---- | ---- | ---- | ---- | ---- | ---- | ---- | ---- |
| 56 f | 69 f | 56 f | 60 f | 40 f | 32 f | 34 f | 89 f | 98 f |

| 1755  | 1767  | 1774 | 1789  | - | - | - | - | - |
| ----- | ----- | ---- | ----- | - | - | - | - | - |
| 119 f | 585 H | 98 f | 120 f | - | - | - | - | - |

### Démographie contemporaine
L'évolution du nombre d'habitants est connue à travers les recensements de la population effectués dans la commune depuis 1793. Pour les communes de moins de 10 000 habitants, une enquête de recensement portant sur toute la population est réalisée tous les cinq ans, les populations de référence des années intermédiaires étant quant à elles estimées par interpolation ou extrapolation. Pour la commune, le premier recensement exhaustif entrant dans le cadre du nouveau dispositif a été réalisé en 2006.

En 2022, la commune comptait 2 859 habitants, en évolution de +11,72 % par rapport à 2016 (Pyrénées-Orientales : +3,92 %, France hors Mayotte : +2,11 %).
| 1793 | 1800 | 1806 | 1821 | 1831 | 1836 | 1841 | 1846  | 1851  |
| ---- | ---- | ---- | ---- | ---- | ---- | ---- | ----- | ----- |
| 360  | 427  | 594  | 750  | 903  | 943  | 974  | 1 019 | 1 047 |

| 1856  | 1861  | 1866  | 1872  | 1876  | 1881  | 1886  | 1891  | 1896  |
| ----- | ----- | ----- | ----- | ----- | ----- | ----- | ----- | ----- |
| 1 115 | 1 199 | 1 239 | 1 407 | 1 487 | 1 502 | 1 348 | 1 375 | 1 386 |

| 1901  | 1906  | 1911  | 1921  | 1926  | 1931  | 1936  | 1946  | 1954  |
| ----- | ----- | ----- | ----- | ----- | ----- | ----- | ----- | ----- |
| 1 333 | 1 308 | 1 324 | 1 239 | 1 177 | 1 216 | 1 120 | 1 081 | 1 068 |

| 1962  | 1968  | 1975  | 1982  | 1990  | 1999  | 2006  | 2011  | 2016  |
| ----- | ----- | ----- | ----- | ----- | ----- | ----- | ----- | ----- |
| 1 093 | 1 108 | 1 370 | 1 706 | 2 037 | 2 281 | 2 546 | 2 672 | 2 559 |

| 2021  | 2022  | - | - | - | - | - | - | - |
| ----- | ----- | - | - | - | - | - | - | - |
| 2 762 | 2 859 | - | - | - | - | - | - | - |

| selon la population municipale des années : | 1968 | 1975 | 1982 | 1990 | 1999 | 2006 | 2009 | 2013 |
| Rang de la commune dans le département      | 47   | 38   | 40   | 42   | 43   | 43   | 45   | 46   |
| Nombre de communes du département           | 232  | 217  | 220  | 225  | 226  | 226  | 226  | 226  |

### Enseignement
La ville comporte une école maternelle publique, d'un effectif de 60 élèves (2016) et une école élémentaire publique, d'un effectif de 125 élèves environ en 2019-2020.

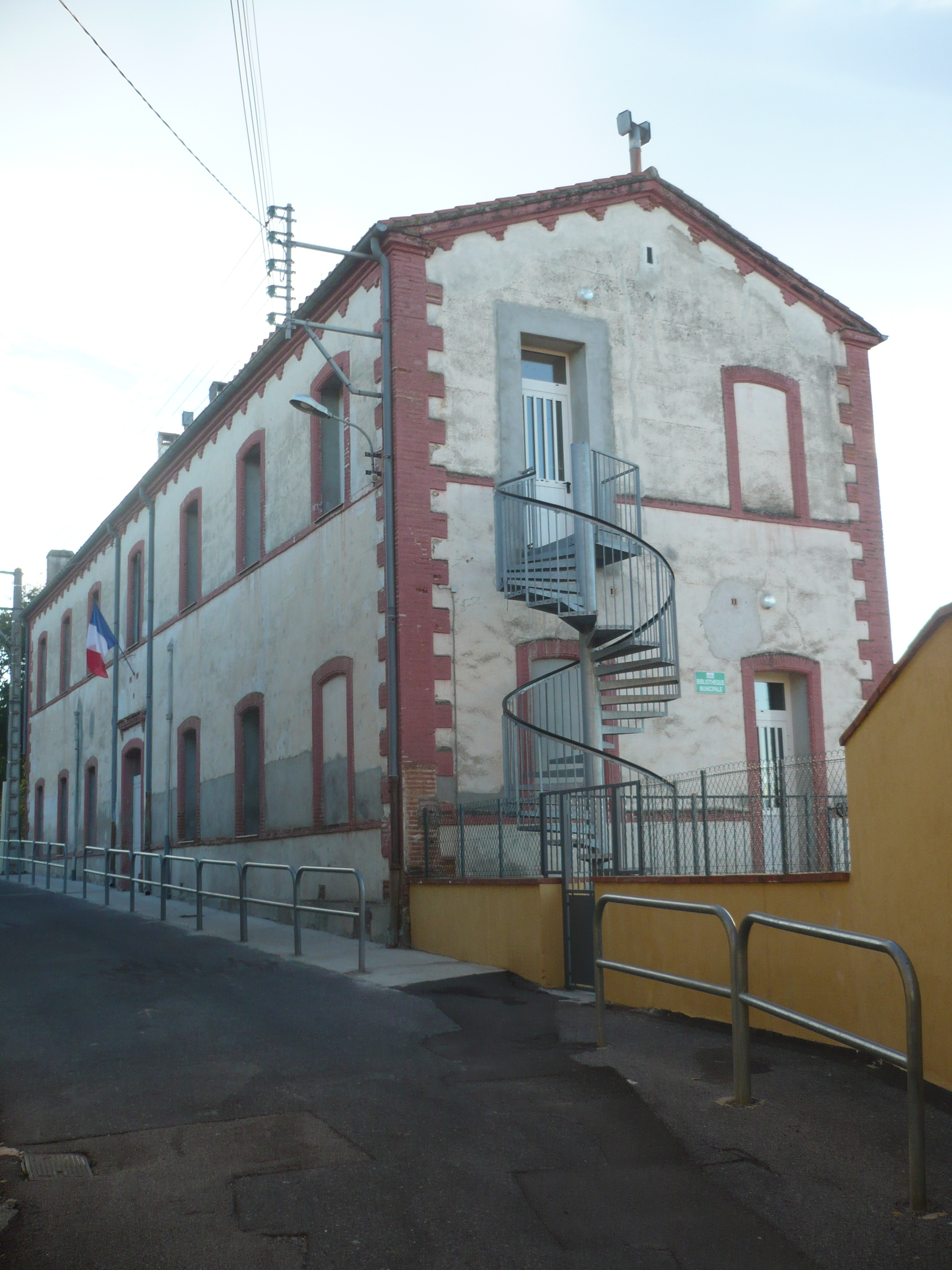
L'ancienne école.
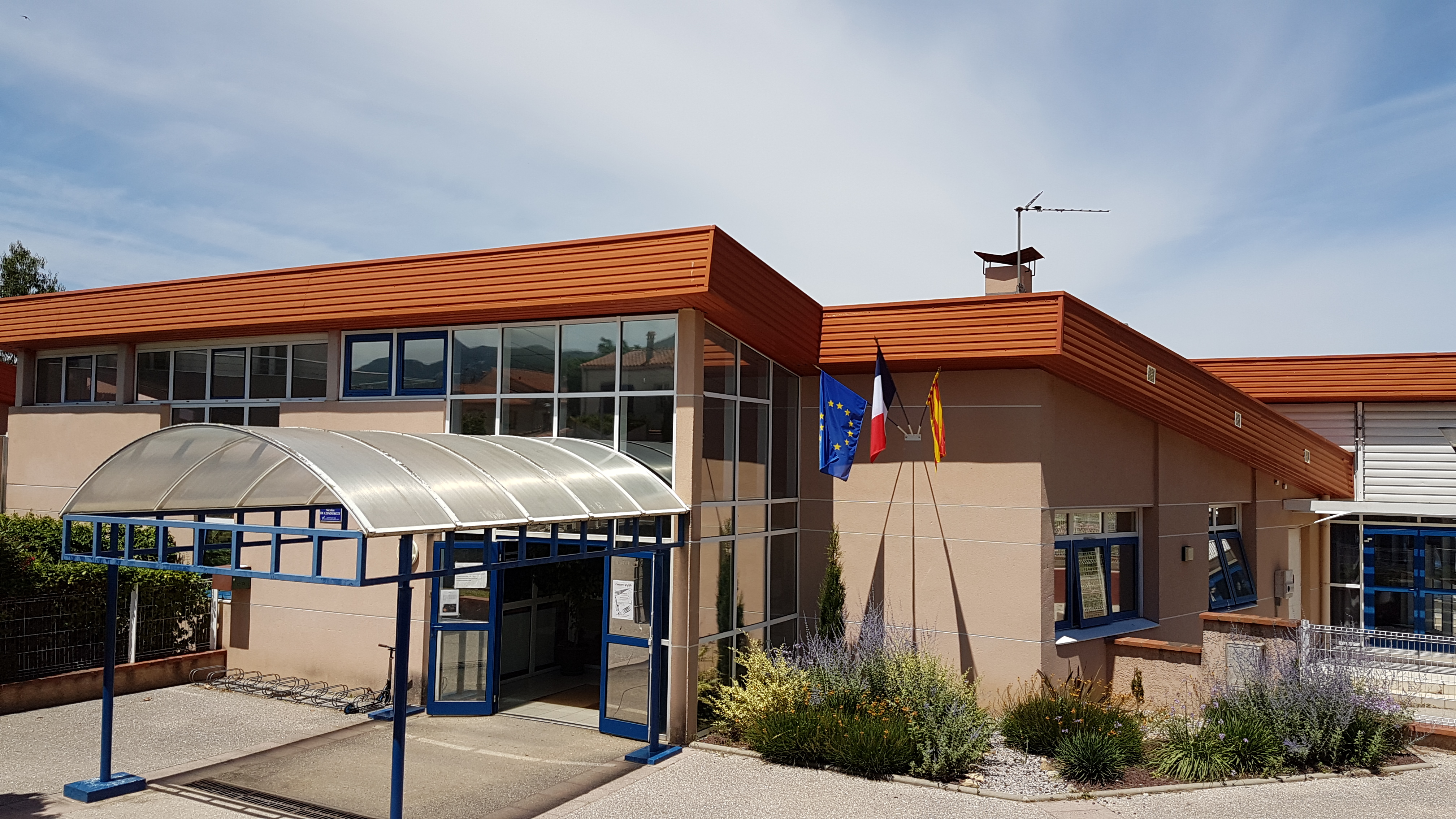
L'école maternelle.
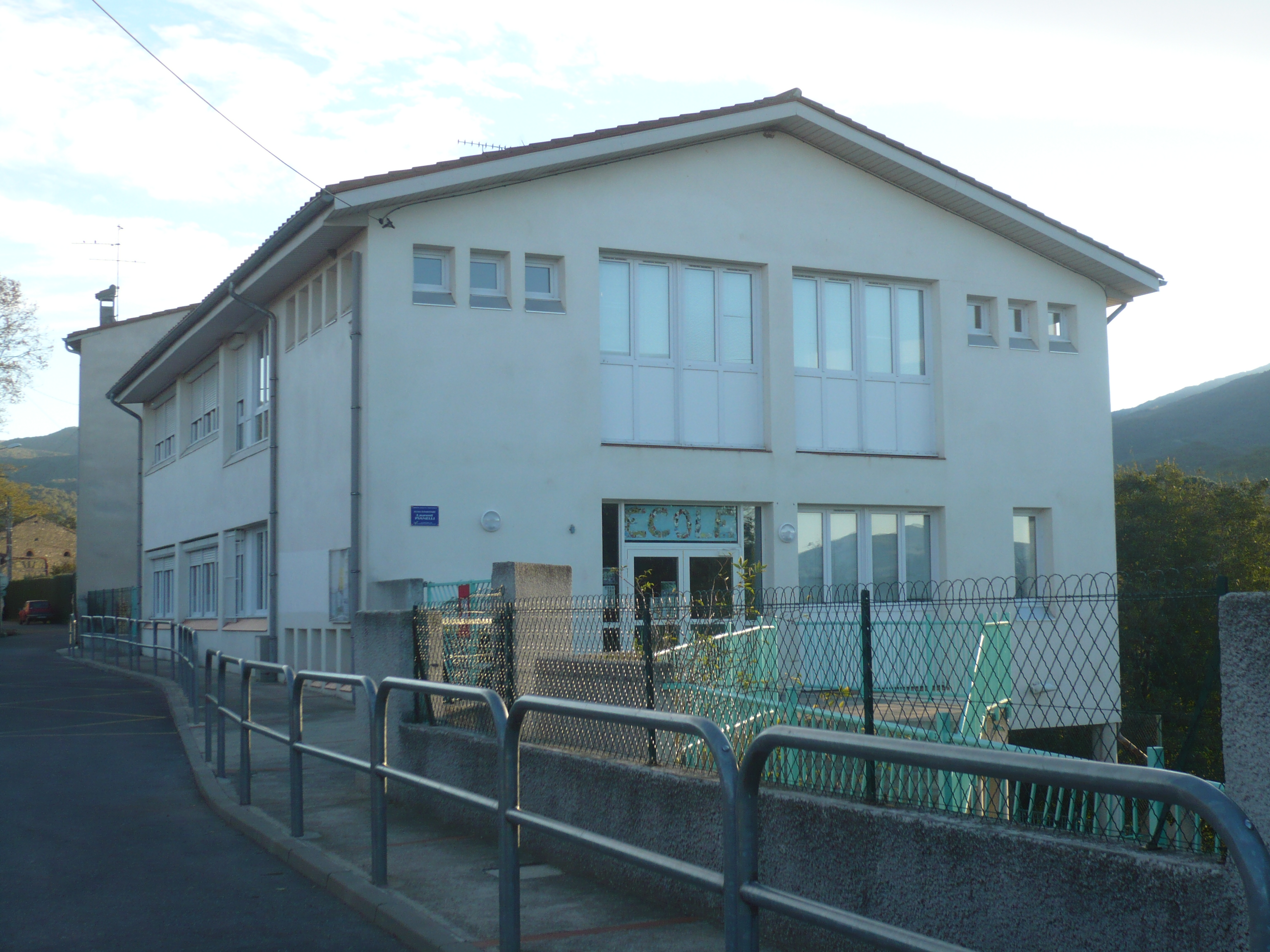
L'école élémentaire.

### Manifestations culturelles et festivités
- Fêtes patronales : 22 juillet et 15 août[54] ;
- Foire : 2e dimanche d'octobre[54].

## Économie

### Revenus
En 2018, la commune compte 1 237 ménages fiscaux, regroupant 2 639 personnes. La médiane du revenu disponible par unité de consommation est de 20 160 € (19 350 € dans le département). 43 % des ménages fiscaux sont imposés (42,1 % dans le département).

### Emploi
|                | 2008   | 2013   | 2018   |
| -------------- | ------ | ------ | ------ |
| Commune        | 7 %    | 10,6 % | 12,9 % |
| Département    | 10,3 % | 12,9 % | 13,3 % |
| France entière | 8,3 %  | 10 %   | 10 %   |

En 2018, la population âgée de 15 à 64 ans s'élève à 1 448 personnes, parmi lesquelles on compte 70 % d'actifs (57,1 % ayant un emploi et 12,9 % de chômeurs) et 30 % d'inactifs,. En  2018, le taux de chômage communal (au sens du recensement) des 15-64 ans est inférieur à celui du département, mais supérieur à celui de la France, alors qu'en 2008 il était inférieur à celui de la France.
La commune fait partie de la couronne de l'aire d'attraction de Perpignan, du fait qu'au moins 15 % des actifs travaillent dans le pôle,. Elle compte 287 emplois en 2018, contre 302 en 2013 et 267 en 2008. Le nombre d'actifs ayant un emploi résidant dans la commune est de 843, soit un indicateur de concentration d'emploi de 34,1 % et un taux d'activité parmi les 15 ans ou plus de 46,1 %.
Sur ces 843 actifs de 15 ans ou plus ayant un emploi, 211 travaillent dans la commune, soit 25 % des habitants. Pour se rendre au travail, 85,9 % des habitants utilisent un véhicule personnel ou de fonction à quatre roues, 2 % les transports en commun, 7,7 % s'y rendent en deux-roues, à vélo ou à pied et 4,4 % n'ont pas besoin de transport (travail au domicile).

### Activités hors agriculture

#### Secteurs d'activités
178 établissements sont implantés  à Maureillas-las-Illas au 31 décembre 2019. Le tableau ci-dessous en détaille le nombre par secteur d'activité et compare les ratios avec ceux du département,.
| Secteur d'activité                                                                                        | Commune | Commune | Département |
| Secteur d'activité                                                                                        | Nombre  | %       | %           |
| --- | ------- | ------- | ----------- |
| Ensemble                                                                                                  | 178     | 100 %   | (100 %)     |
| Industrie manufacturière, industries extractives et autres                                                | 14      | 7,9 %   | (8,7 %)     |
| Construction                                                                                              | 34      | 19,1 %  | (14,3 %)    |
| Commerce de gros et de détail, transports, hébergement et restauration                                    | 51      | 28,7 %  | (30,5 %)    |
| Information et communication                                                                              | 6       | 3,4 %   | (1,9 %)     |
| Activités financières et d'assurance                                                                      | 2       | 1,1 %   | (3 %)       |
| Activités immobilières                                                                                    | 5       | 2,8 %   | (6,2 %)     |
| Activités spécialisées, scientifiques et techniques et activités de services administratifs et de soutien | 24      | 13,5 %  | (13 %)      |
| Administration publique, enseignement, santé humaine et action sociale                                    | 26      | 14,6 %  | (13,9 %)    |
| Autres activités de services                                                                              | 16      | 9 %     | (8,5 %)     |

Le secteur du commerce de gros et de détail, des transports, de l'hébergement et de la restauration est prépondérant sur la commune puisqu'il représente 28,7 % du nombre total d'établissements de la commune (51 sur les 178 entreprises implantées  à Maureillas-las-Illas), contre 30,5 % au niveau départemental.

#### Entreprises et commerces
Les cinq entreprises ayant leur siège social sur le territoire communal qui génèrent le plus de chiffre d'affaires en 2020 sont : 
- Menuiserie Ebenisterie Vidal, travaux de menuiserie bois et PVC (672 k€)
- Rovira Terrassements, travaux de terrassement courants et travaux préparatoires (133 k€)
- Mas Llansou, production d'électricité (110 k€)
- Girbau Sebastien - Sarlgirbau Sebastien, services de soutien à l'exploitation forestière (107 k€)
- SARL XM, commerce de détail alimentaire sur éventaires et marchés (76 k€)

Avec plus de 300 jours d'ensoleillement par an, les vastes suberaies (forêts de chênes-lièges) qui s'étendent autour de Maureillas-las-Illas, bénéficient de conditions climatiques et écologiques parfaites. En 1950, la moitié de la population œuvrait à la fabrication du bouchon et de ses dérivés. Aujourd'hui, l'industrie a disparu mais les caractéristiques plastique, phonique et thermique du liège laissent entrevoir de possibles nouveaux débouchés pour la filière. C'est dans cette optique que s'impliquent les acteurs concernés et les pouvoirs publics (municipalité et conseil général à travers la Charte Forestière de Territoire de la Suberaie des Albères et des Aspres).

### Agriculture
La commune est dans les « Vallespir et Albères », une petite région agricole située dans le sud du département des Pyrénées-Orientales. En 2020, l'orientation technico-économique de l'agriculture  sur la commune est la polyculture et/ou le polyélevage.
|               | 1988 | 2000 | 2010  | 2020 |
| ------------- | ---- | ---- | ----- | ---- |
| Exploitations | 59   | 31   | 33    | 15   |
| SAU (ha)      | 600  | 949  | 1 463 | 837  |

Le nombre d'exploitations agricoles en activité et ayant leur siège dans la commune est passé de 59 lors du recensement agricole de 1988  à 31 en 2000 puis à 33 en 2010 et enfin à 15 en 2020, soit une baisse de 75 % en 32 ans. Le même mouvement est observé à l'échelle du département qui a perdu pendant cette période 73 % de ses exploitations,. La surface agricole utilisée sur la commune a quant à elle augmenté, passant de 600 ha en 1988 à 837 ha en 2020. Parallèlement la surface agricole utilisée moyenne par exploitation a augmenté, passant de 10 à 56 ha.

## Culture locale et patrimoine

### Monuments et lieux touristiques

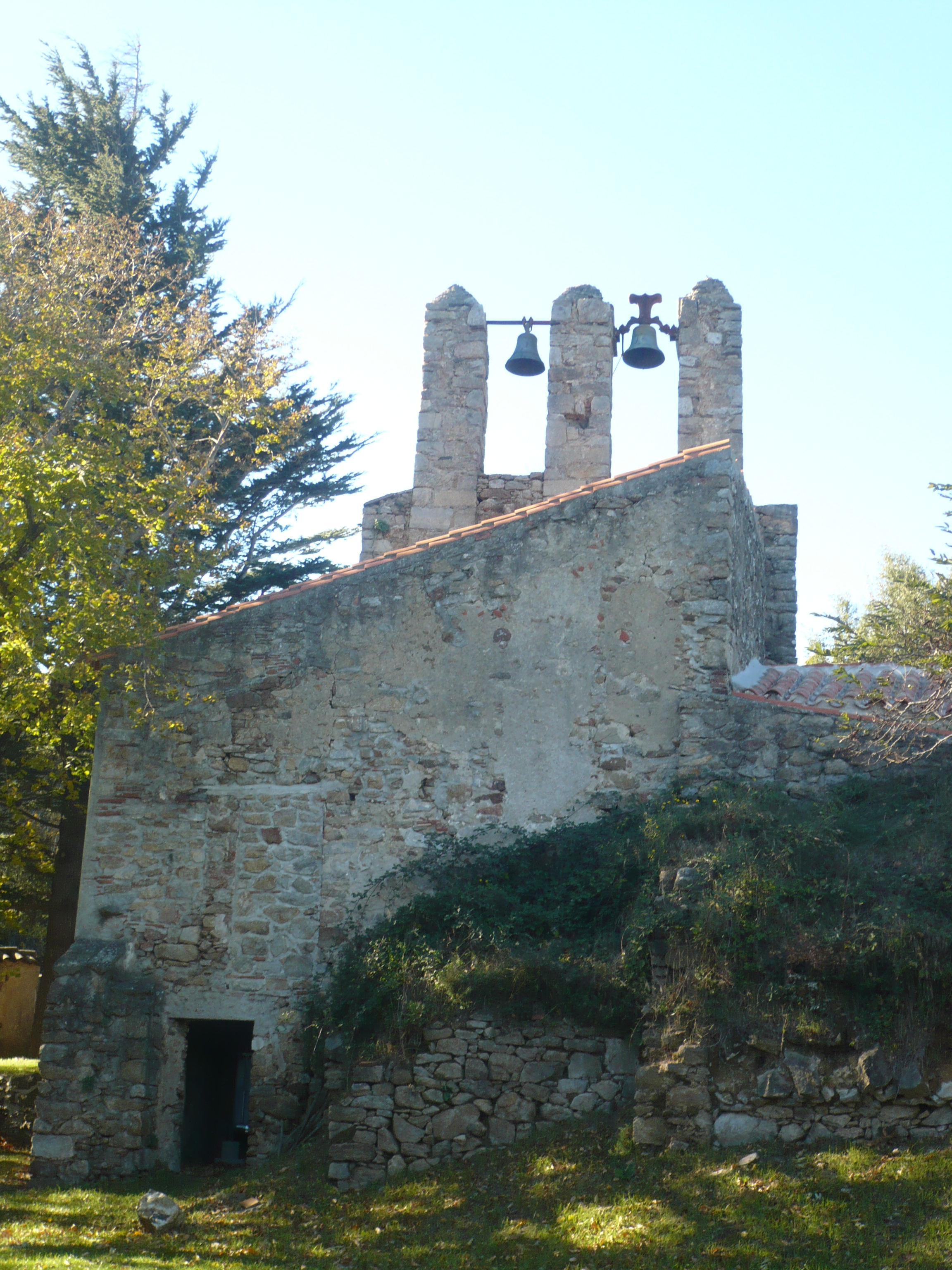
Façade nord de l'église Notre-Dame du Remède

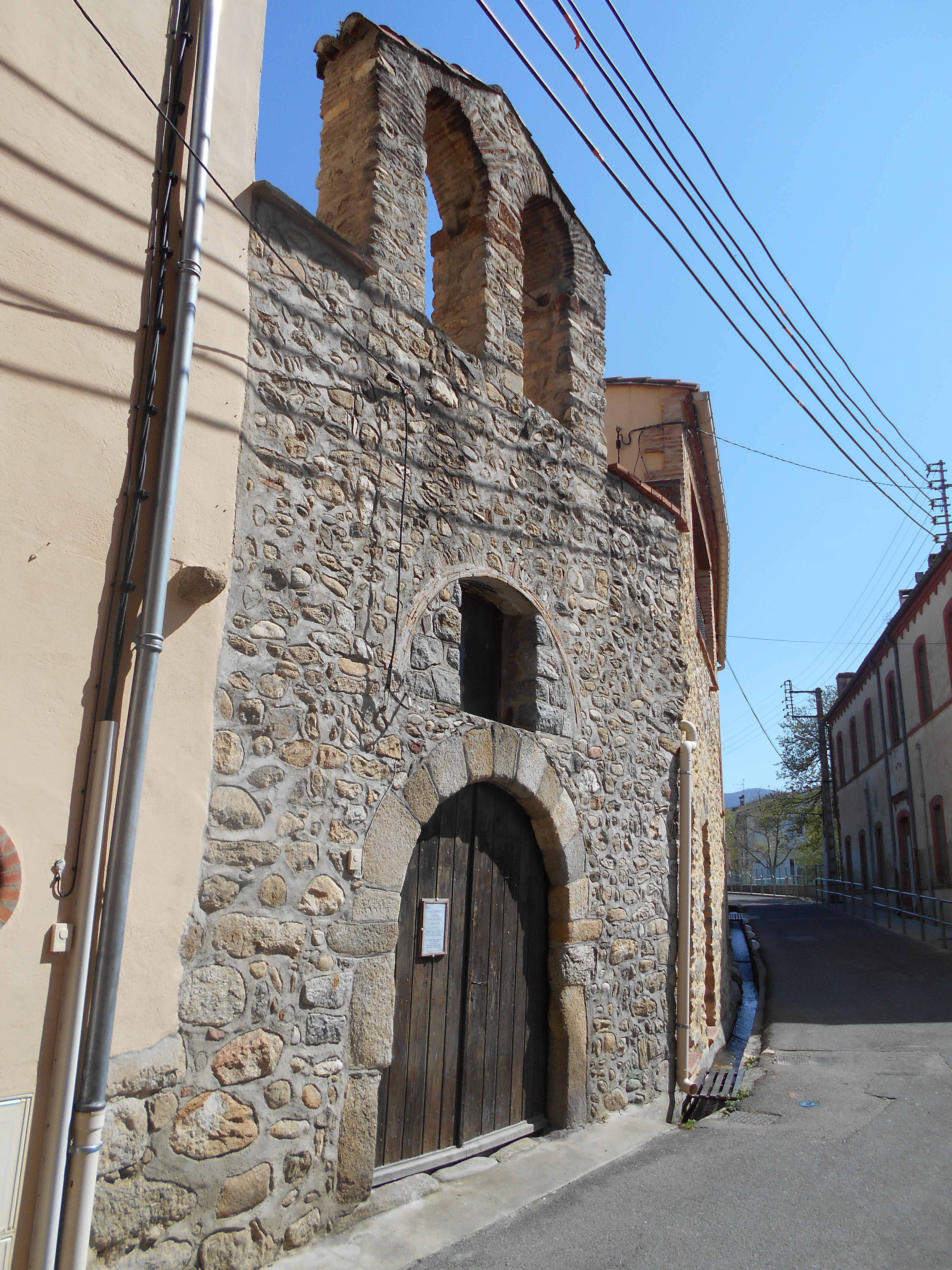
Chapelle Sainte-Madeleine de Maureillas

Maureillas-las-Illas compte plusieurs monuments de natures diverses, parmi lesquels plusieurs églises et un dolmen. Deux d'entre eux sont classés monuments historiques.
Chapelle Saint-Martin-de-Fenollar

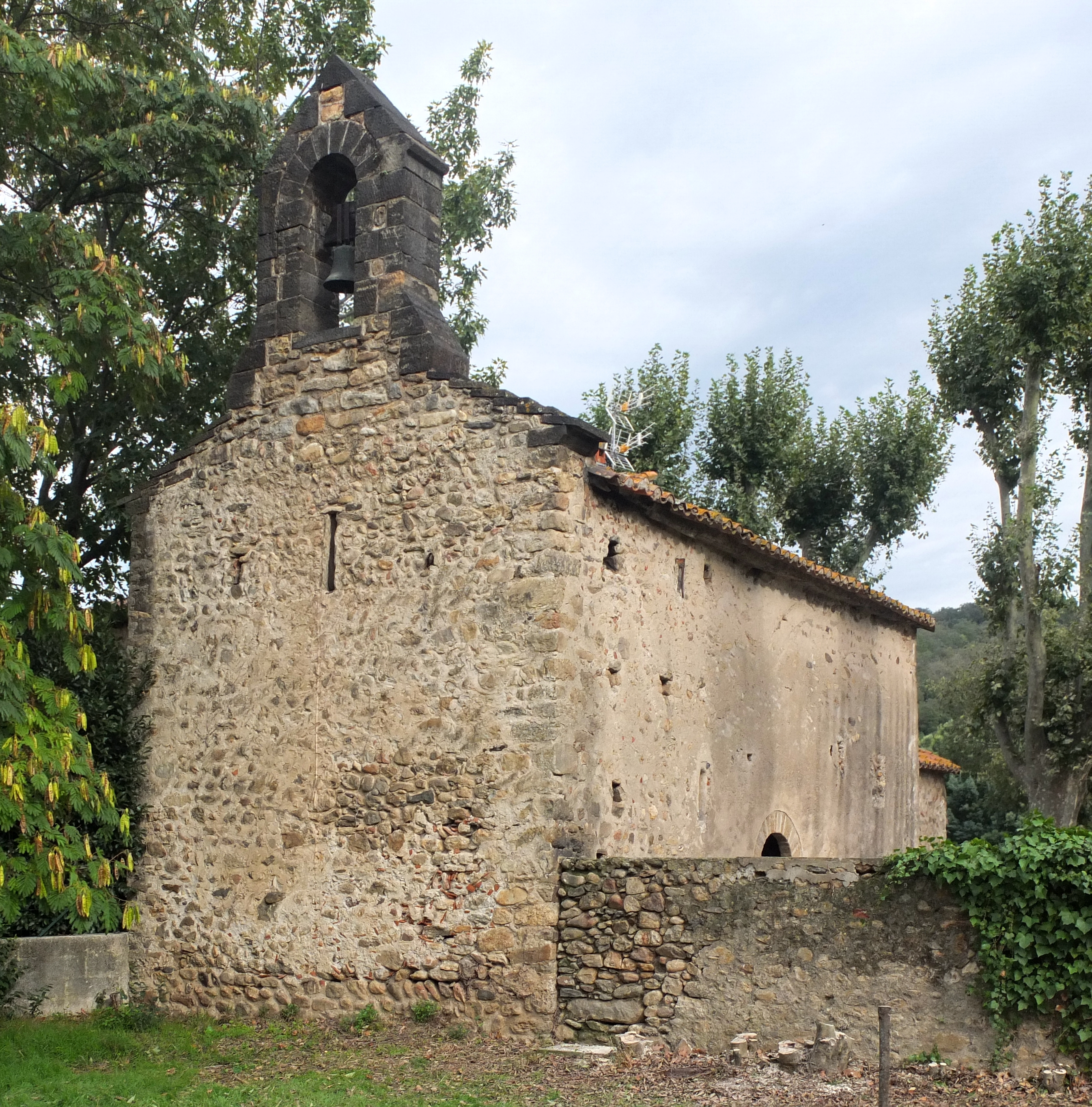
Chapelle Saint-Martin-de-Fenollar.

L'édifice a été classé au titre des monuments historiques en 1967.
Située près de l'ancienne Voie Domitienne, juste avant le franchissement des Pyrénées, Saint Martin de Fenollar est une petite église d'architecture préromane, citée pour la première fois dans un texte de 844, comme possession de l'abbaye d'Arles sur Tech. Elle était à l'origine couverte d'une charpente en bois, et reçût plus tard une voûte de pierre et, surtout, au cours de la première moitié du XIIe siècle, elle fut décorée d'importantes fresques. Ce décor présente sur les murs l'histoire de l'incarnation (Annonciation, Nativité, Annonce aux bergers, Adoration des Rois Mages) et, au-dessus, la vision de la Majestas Domini, inspirée de l'apocalypse; le Christ entouré du Tétramorphe reçoit l’hommage des vingt-quatre vieillards.
Il s'agit du plus important décor peint du Roussillon, plutôt proche, par le style, des productions méridionales d’Aquitaine et du Languedoc, et différent du Grand Style italo-byzantin, illustré par les peintres de Taüll, en Catalogne Sud. Par sa palette réduite et par sa puissance d'expression, c’est une œuvre singulière qui impressionna fortement les artistes modernes et, particulièrement, Picasso et Braque lors de leur venue en 1910.
La chapelle Saint-Martin-de-Fenollar est un site parrainé par le Réseau Culturel Terre Catalane. Il est possible de la visiter.

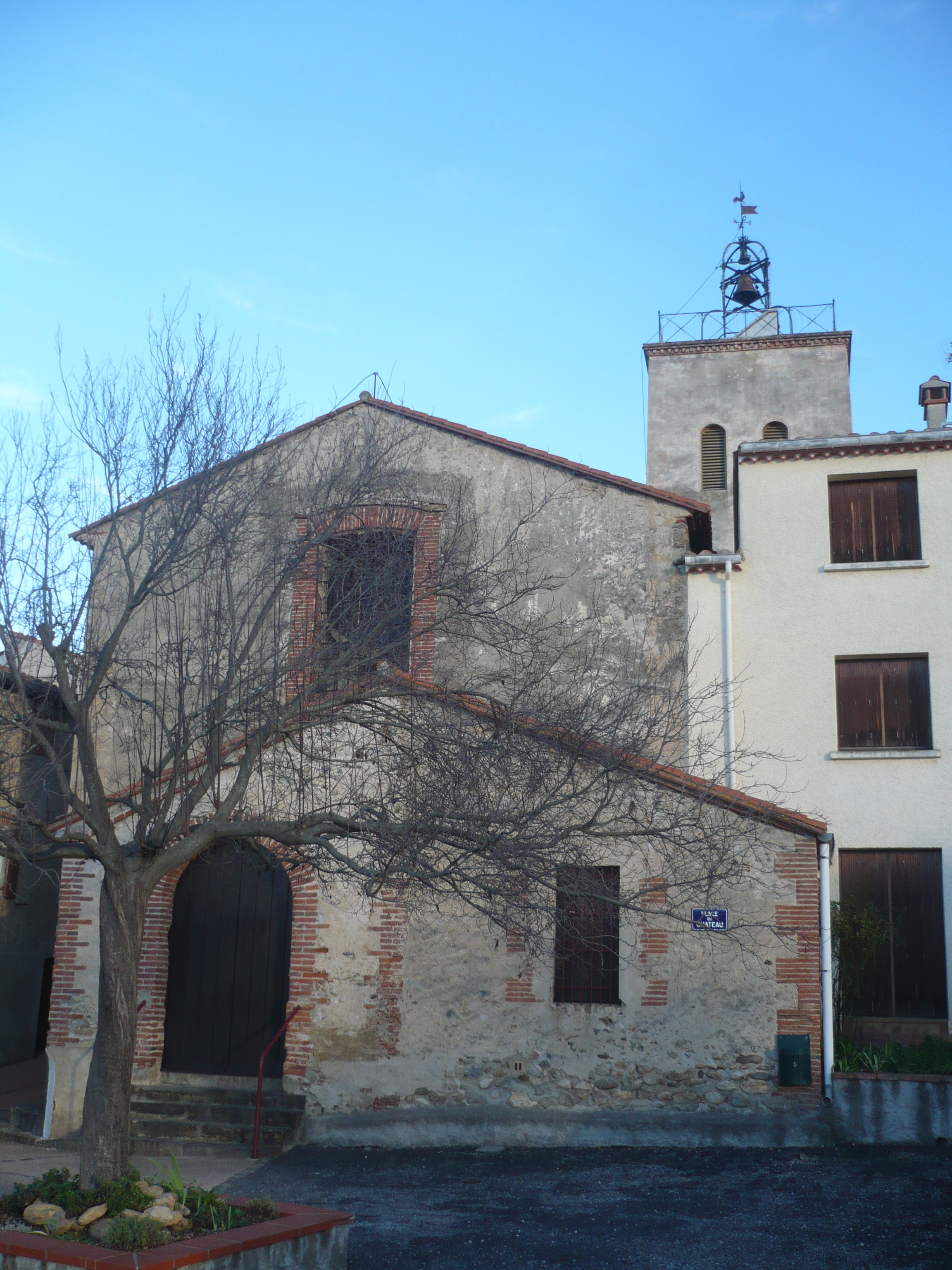
Église Saint-Étienne de Maureillas
Elle a une abside voûtée sur arcs diaphragmes. L'église abrite un important mobilier : des retables du Christ et de saint François (XVIIe), de la Trinité (XVIIIe), une chaire (XVIIIe), une commode (XVIIIe), une « cadireta » (XVIIIe) ainsi que les statues d'un Christ du XVIIe et de deux Vierges à l'Enfant du XIIIe et XVIIIe. Elle contient également une toile de saint Michel du XVIIe siècle entièrement rénovée.
En 1187, dame Alisende par testament dit: ...Pour aider Saint-Étienne de Maureillas (Maurelianis), je laisse audit monastère (Saint-Génis) tout le mas de Guillaume Nerdera avec les hommes et les femmes, les issues et les régrès et tout ce qui m'est advenu par ma mère Englesa, de sorte que ceci soit un alleu franc et libre pour ledit monastère...[réf. nécessaire]

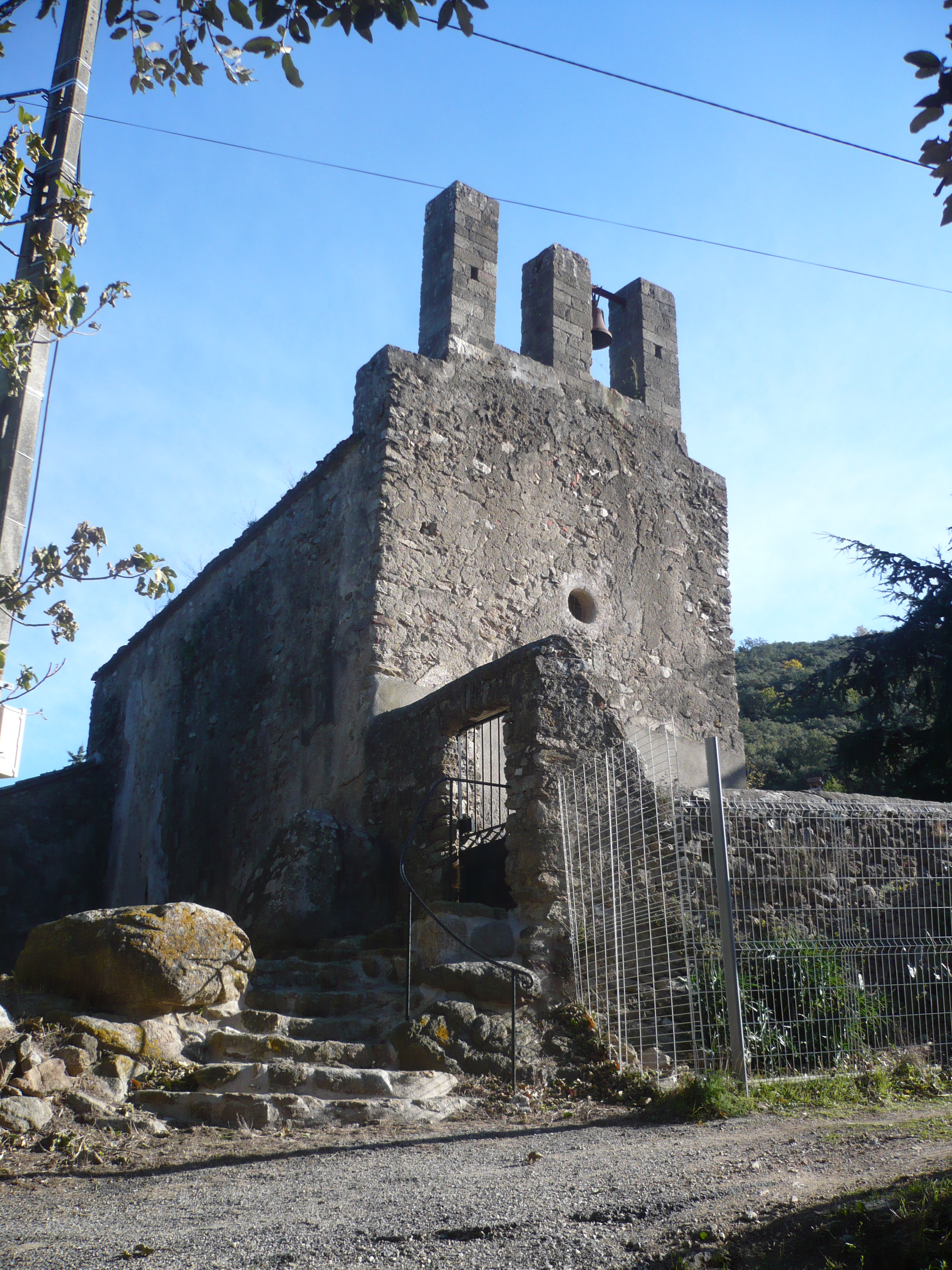
Église Saint-Michel de Riunoguès

L'édifice a été classé au titre des monuments historiques en 1989.
Église Notre-Dame du Remède
Chapelle Saint-Madeleine de Maureillas
Dolmen de la Siureda
Musée du Liège
Tour Bel Œil
La tour est située à 308 mètres d’altitude. Aujourd'hui en ruine, il ne reste plus que la base de forme cylindrique. Elle dominait Maureillas et offrait un panorama à 360°. Il s’agissait d’une tour de guet datant du Moyen Âge, s'inscrivant dans le système défensif de la plaine du Roussillon développé depuis les Romains jusqu'à la fin du royaume de Majorque

### Patrimoine environnemental
Maureillas possède un territoire vaste et boisé qui offre un large choix pour le tourisme de pleine nature, avec la présence de 5 campings sur sa commune.
À ce titre, Maureillas offre une large gamme de circuits de randonnées équestre, pédestre et VTT. Parmi elles, on peut retenir un intérêt particulier pour les circuits suivants :
- Dolmen de la Siureda et Torre Bel Ull : au départ du Prat de la Farga, 8,5 km (2 h 30) avec un dénivelé de 300 m ;
- Coll de Portells : au départ de Riunoguès, 10 km (3 h 30) avec un dénivelé de 400 m ;
- Sur les traces des Trabucaires : au départ de Las Illas, 15 km (5 h 00) avec un dénivelé de 780 m ;
- Sur les traces des Romains : au départ de Maureillas ou Riunoguès, la randonnée passe par les ruines de Panissars ainsi que le Castell de Moros avec possibilité de faire un détour par le Fort de Bellegarde ;
- Coll del Priorat : au départ de Riunoguès ;
- Coll de Fontfreda i Puig de les Salines : passe par le col de Fontfrède, à partir duquel les évadés passaient en Espagne durant l'Occupation. Une stèle en mémoire des Évadés de France y a été construite.

### Personnalités liées à la commune
- Camille Fourquet (1890-1965) : instituteur devenu résistant sous le nom de Pernot, né à Maureillas ;
- Enric Moner Castell (1900-1945) : républicain espagnol, résistant, assassiné dans les camps nazis durant la Seconde Guerre mondiale, a vécu dans la commune[63];
- Pierre-Olivier Georget (1965-) : champion du monde 2012 de Scrabble classique, habitant de Maureillas.

#### Ouvrages et thèses
- Cantaloube Pierre, Maureillas Las Illas Riunoguès. Pyrénées-Orientales. Les Écoles. Saint-Estève, Les Presses littéraires, coll. "Maureillas, Las Illas, Riunoguès, 3", 2004.
- Cantaloube Pierre, Maureillas Las Illas Riunoguès et le Roussillon : Las Illas-Riunoguès Maureillas et la fusion des trois communes. Maureillas, Cantaloube, 2001.
- Cantaloube Pierre, Maureillas, Las Illas Riunoguès (Pyrénées-Orientales) / 1, Maureillas. Maureillas, Pierre Canteloube, 2000.
- Cantaloube Pierre, Cinquantenaire du Corps des sapeurs-pompiers de Maureillas Las Illas : 1947-1997, historique du Corps des sapeurs-pompiers de Maureillas Las Illas et du département, Saint-Estève, Les Presses littéraires, 1997.
- Cantaloube Pierre, Le liège à Maureillas las Illas et dans les Pyrénées Orientales, Maureillas las Illas. Ouvrage réalisé pour le Musée du liège de Maureillas las Illas, coll. "Maureillas las Illas et son histoire, no 1.", 1991.
- Claustre Françoise ; PONS Patricia, Le dolmen de la Siureda (Maureillas) et les mégalithes du Roussillon, Ceret, Groupe de Préhistoire du Vallespir et des Aspres, 1988.
- Collection « L'histoire de nos monuments » fiche no 5
- Faseuille Dominique, Procès de l'association des malfaiteurs de Las Illas, dits Trabucayres.[- Complainte]., Saint-Gaudens, J.-P.-S. Abadie, 1846.
- Guisset Bonaventure, Las Illas : monographie et notes d'histoire : histoire de la commune de Las Illas, Pyrénées-Orientales (nouvelle édition), Maureillas-Las Illas, 2000.
- Justafre Marc, Permanence et mutations d'une famille au sein d'une communauté des Pyrénées catalanes (thèse d'histoire). Université de Toulouse-Le Mirail, 2001.
- Poisson Olivier, Guide : Saint-Martin de Fenollar. Perpignan, Le Publicateur, 1991.
- Romule Dede, Transformations du milieu social villageois de l'arrière-pays pyrénéen : le cas de Maureillas-Las-Illas (thèse de sociologie). Toulouse, Université de Toulouse-Le Mirail, 1995.

#### Articles
- A. Barthès, S. Coulon, J. Leflaive, F. Peres, J.-L. Rols et L. Ten-Hage, « Impact of Drought on Diatom Communities and the Consequences for the use of Diatom Index Values in the River Maureillas (Pyrénées-Orientales, France) », River Research and Applications, v° 31, n° 8, 2015, p. 993-1002.
- Marie-Louise Blangy, « Eglise Sant Miquel de Riunoguers », Cahiers de la Rome, Le Boulou, ASPAVAROM, no 9,‎ 2000, p. 51–56.
- Marie-Louise Blangy, « Riunoguès, un premier village disparu », Cahiers de la Rome, Le Boulou, ASPAVAROM, no 9,‎ 2000, p. 49–50.
- Marie-Louise Blangy, « Histoire de Riunoguès et de sa Vierge romane », Cahiers de la Rome, Le Boulou, ASPAVAROM, no 8,‎ 1999, p. 27–34.
- Jean-Auguste Brutails, « L'Eglise Saint-Martin-de-Fenouillar », Bulletin archéologique du comité des travaux historiques et scientifiques, Paris, Impr. nationale, no 4 (1886),‎ 1887.
- André Bordaneil, « Maureillas, Las Illas, Riunoguès et l'art préroman ou Comment le Vallespir est-il devenu une terre chrétienne et à quelle époque exactement ? », Cahiers de la Rome, Le Boulou, ASPAVAROM, n°25, 2016, p. 27-48.
- Pierre Cantaloube, « La gendarmerie prévue à Las Illas en 1847 et transférée au Perthus », Cahiers de la Rome, Le Boulou, ASPAVAROM, n°25, 2016, p. 83-90.
- Pierre Cantaloube, « Les élections de 1871 à Maureillas et l’élection de Lazare Escarguel(1816-1893) », Cahiers de la Rome, Le Boulou, ASPAVAROM, n°24, 2015, p. 101-104.
- Pierre Cantaloube, « Les cahiers de doléances de Maureillas et Las Illas (avril 1789) », Cahiers de la Rome, Le Boulou, ASPAVAROM, n°24, 2015, p. 73-81.
- Pierre Cantaloube, « L'ermitage de Les Salines », Cahiers de la Rome, Le Boulou, ASPAVAROM, no 23,‎ 2014, p. 75-80.
- Pierre Cantaloube, « Adieu à l'école des Filles de Maureillas », Cahiers de la Rome, Le Boulou, ASPAVAROM, no 22,‎ 2013, p. 53-56.
- Pierre Cantaloube, « La frontière de Las Illas, du XVIIe siècle à nos jours », Cahiers de la Rome, Le Boulou, ASPAVAROM, no 21,‎ 2012, p. 75-92.
- Pierre Cantaloube, « Las Illas et les puits à neige (XVIIe - XIXe siècle) », Cahiers de la Rome, Le Boulou, ASPAVAROM, no 20,‎ 2011, p. 27-42.
- Pierre Cantaloube, « Guerre 1939-1945. Les évadés de France des Pyrénées-Orientales à Las Illas », Cahiers de la Rome, Le Boulou, ASPAVAROM, no 19,‎ 2010, p. 57–64.
- Pierre Cantaloube, « Les Maureillanais du 2e Génie réfugiés en Suisse (juin 1940) », Cahiers de la Rome, Le Boulou, ASPAVAROM, no 19,‎ 2010, p. 53–56.
- Pierre Cantaloube, « Maureillas sous l’occupation allemande », Cahiers de la Rome, Le Boulou, ASPAVAROM, no 18,‎ 2009, p. 65–72.
- Pierre Cantaloube, « L’église fortifiée de Las Illas », Cahiers de la Rome, Le Boulou, ASPAVAROM, no 18,‎ 2009, p. 27–34.
- Pierre Cantaloube, « La Société de Secours Mutuels de la commune de Maureillas (1849-2001) », Cahiers de la Rome, Le Boulou, ASPAVAROM, no 14,‎ 2005, p. 57–66.
- Georges Castellvi, « El siure dels Trabucaires, Le chêne des Trabucayres (Fenollar, Maureillas Las ILLAS) Mythe ou réalité », Cahiers de la Rome, Le Boulou, ASPAVAROM, n°24, 2015, p. 91-99.
- Georges Castellvi et Sabine Castellvi Got, « Recherches sur la station d’ad Centuriones (Saint-Martin de Fenollar) », Cahiers de la Rome, Le Boulou, ASPAVAROM, no 9,‎ 2000, p. 33–42.
- Guillem Castellvi, « Fortifications allemandes de Maureillas-Las Illas (1944) », Cahiers de la Rome, Le Boulou, ASPAVAROM, n°23, 2014, p. 87-96.
- Guillem Castellvi, « Occupation allemande du Perthus et Maureillas-Las Illas (6e partie) », Cahiers de la Rome, Le Boulou, ASPAVAROM, n°22, 2013, p. 73-82.
- Aymat Catafau, « Le Boulou et Maureillas, deux exemples remarquables de celleres médiévales », Cahiers de la Rome, Le Boulou, ASPAVAROM, no 10,‎ 2001, p. 25-34.
- Nathalie Gouzet, « Et Maureillas-Las Illas fut… Histoire d’un regroupement de communes (1822-1972) », Cahiers de la Rome, Le Boulou, ASPAVAROM, no 12,‎ 2003, p. 31–38.
- Nathalie Gouzet, « Le village de Las Illas divisé après la chute de Napoléon III », Cahiers de la Rome, Le Boulou, ASPAVAROM, no 11,‎ 2002, p. 57–61.
- Marcel Juanchich, Jeanine Rodriguez, « Botanique : le bois de micocoulier de Saint Martin de Fenollar », Cahiers de la Rome, Le Boulou, ASPAVAROM, n°26, 2017, p. 88-97.
- Bruno Segondy, « Les retables restaurés de Riunoguès et du Boulou », Cahiers de la Rome, Le Boulou, ASPAVAROM, no 22,‎ 2013, p. 33-38.
- Bruno Segondy, « Restauration du tableau de Guerra le Jeune, église de Maureillas », Cahiers de la Rome, Le Boulou, ASPAVAROM, no 21,‎ 2012, p. 71-74.
- Jean Spony, « Le patrimoine bati de Maureillas-las illas (du IXe s. au XVIIIe s.) », Cahiers de la Rome, Le Boulou, ASPAVAROM, n°26, 2017, p. 82-87.
- Guy Vicens, « L'auberge du Chêne des Trabucayres », Cahiers de la Rome, Le Boulou, ASPAVAROM, n°26, 2017, p. 109.